# Emléktáblák Vácott
Vác szócikkhez kapcsolódó képgaléria, mely helyi, országos vagy nemzetközi hírű személyekkel, valamint épületekkel, műtárgyakkal, helynevekkel és eseményekkel összefüggő emléktáblákat tartalmaz.

## Galéria

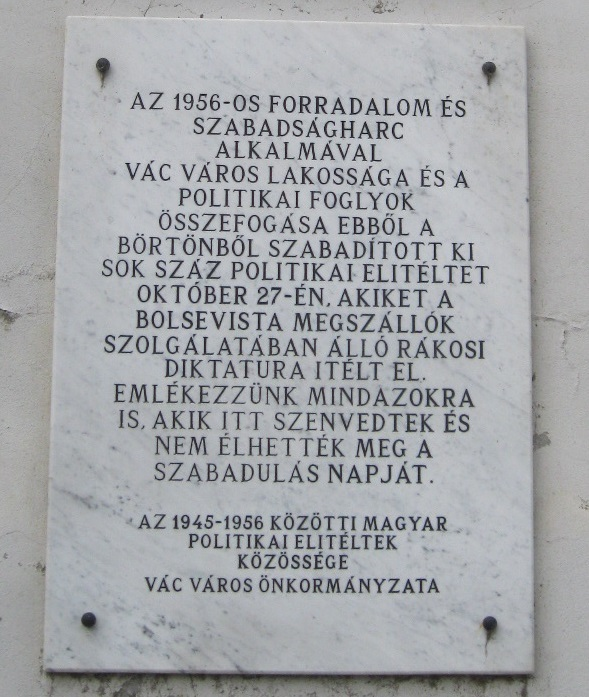
1956-os forradalom, Köztársaság út 62-64.
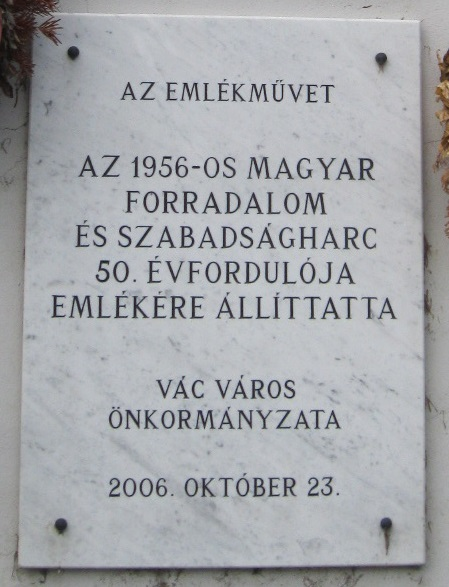
Az 1956-os forradalom emlékműve, Köztársaság út 62-64.
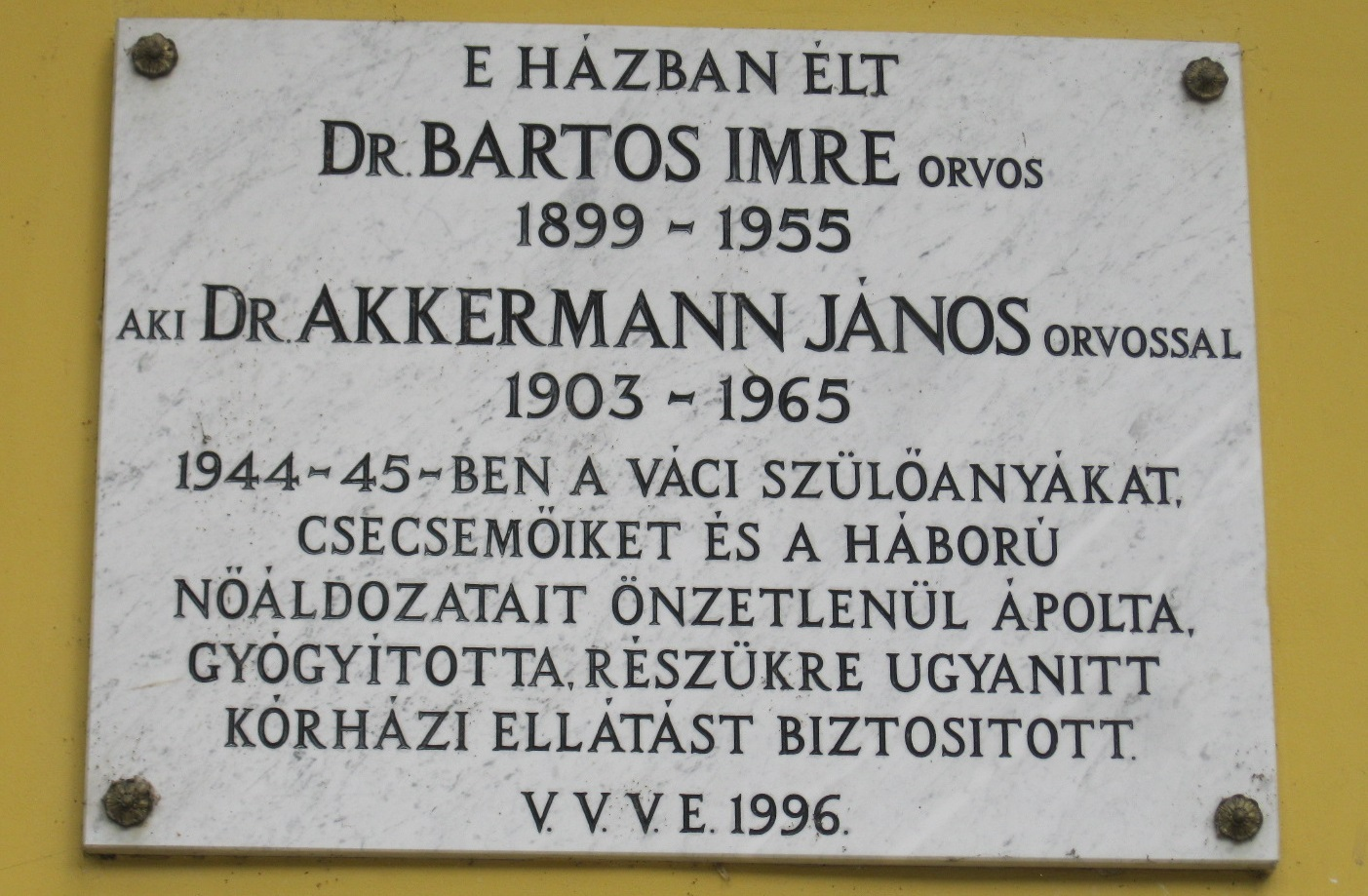
Akkerman János, Báthori utca 5.
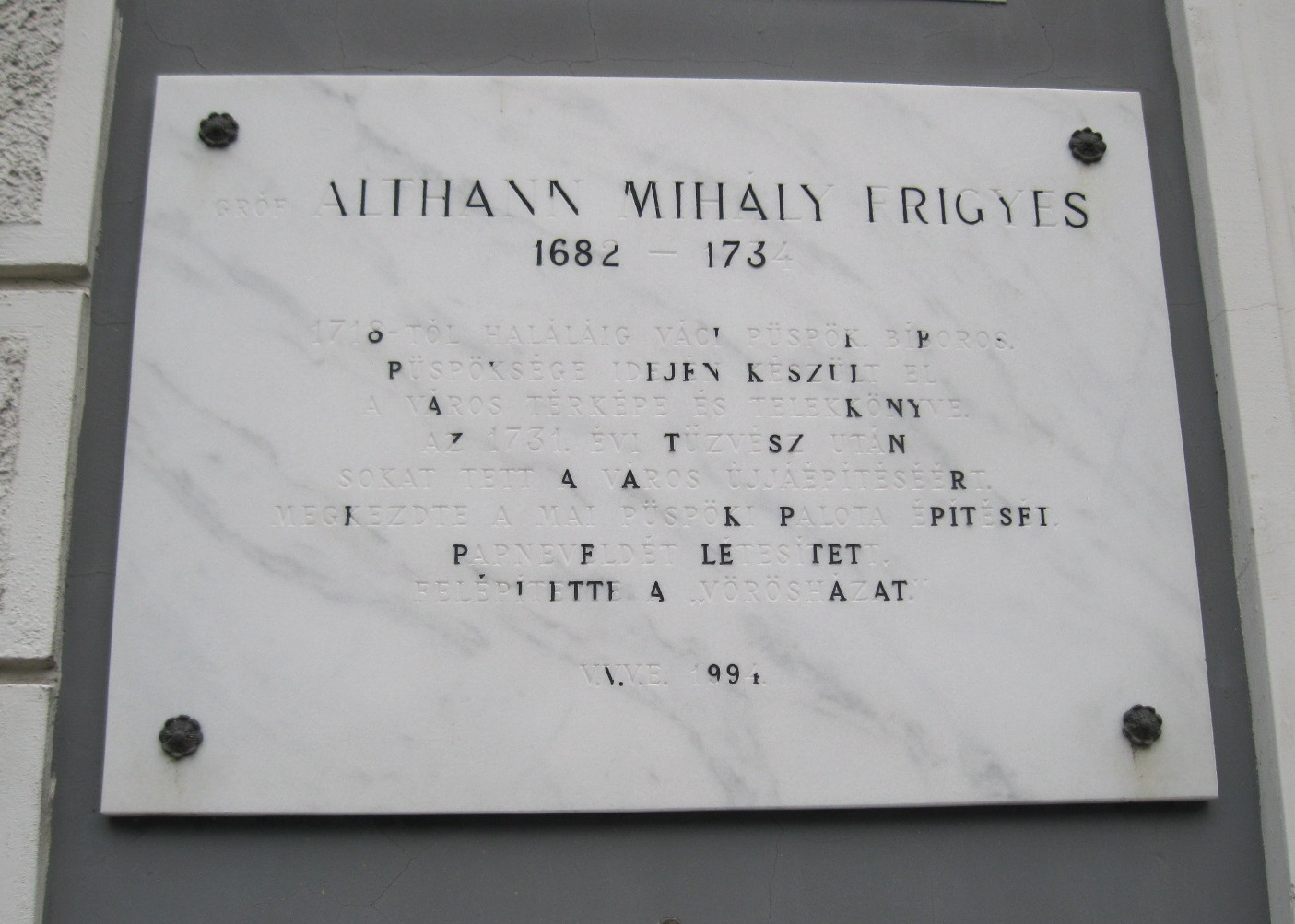
Althann Mihály Frigyes, Althann M. Frigyes utca 2.
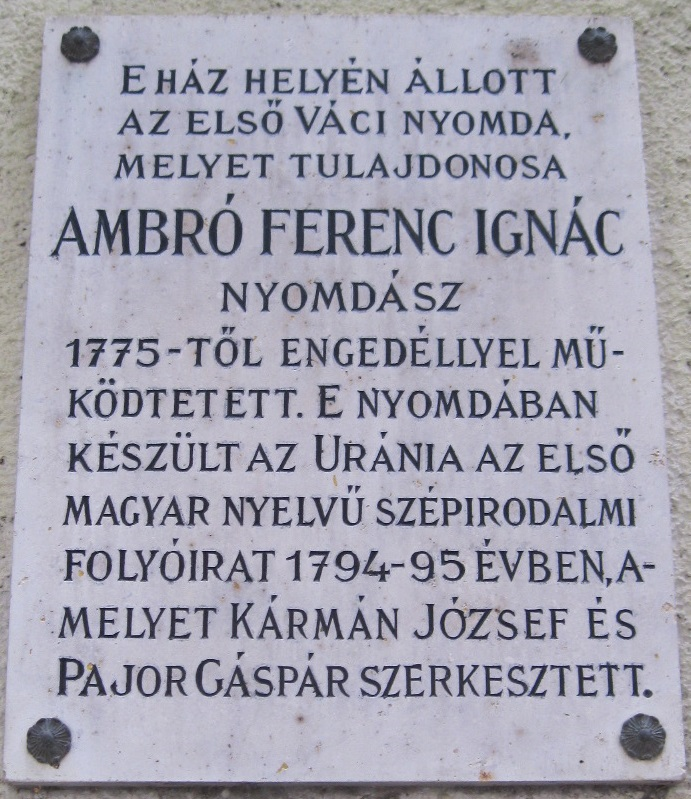
Ambró Ferenc Ignác, Dr. Csányi László körút 22.
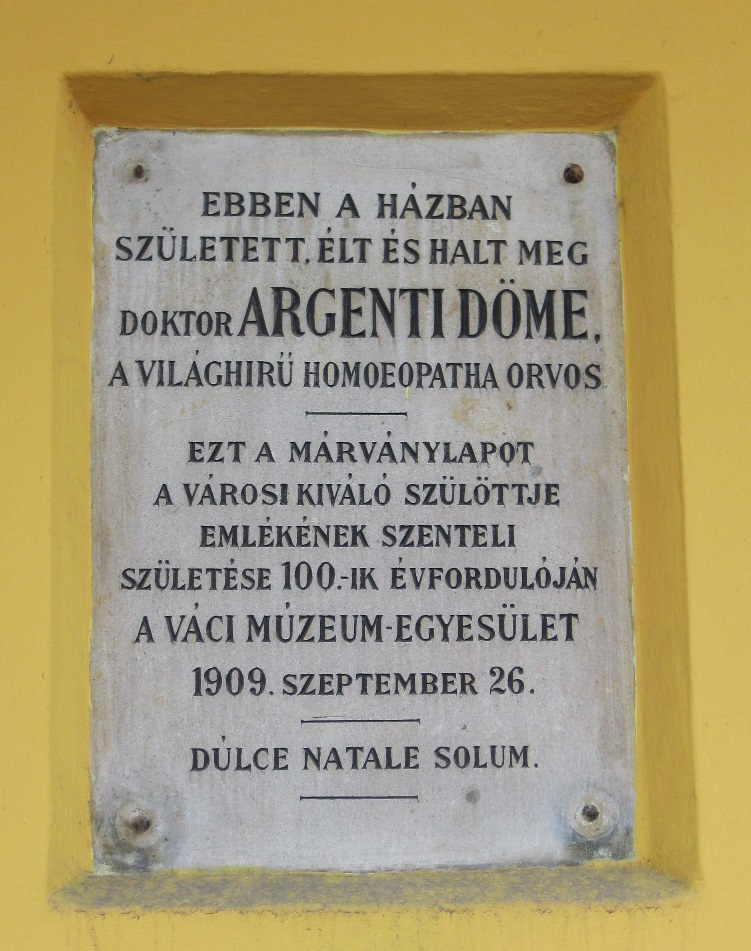
Argenti Döme, Köztársaság út 6.
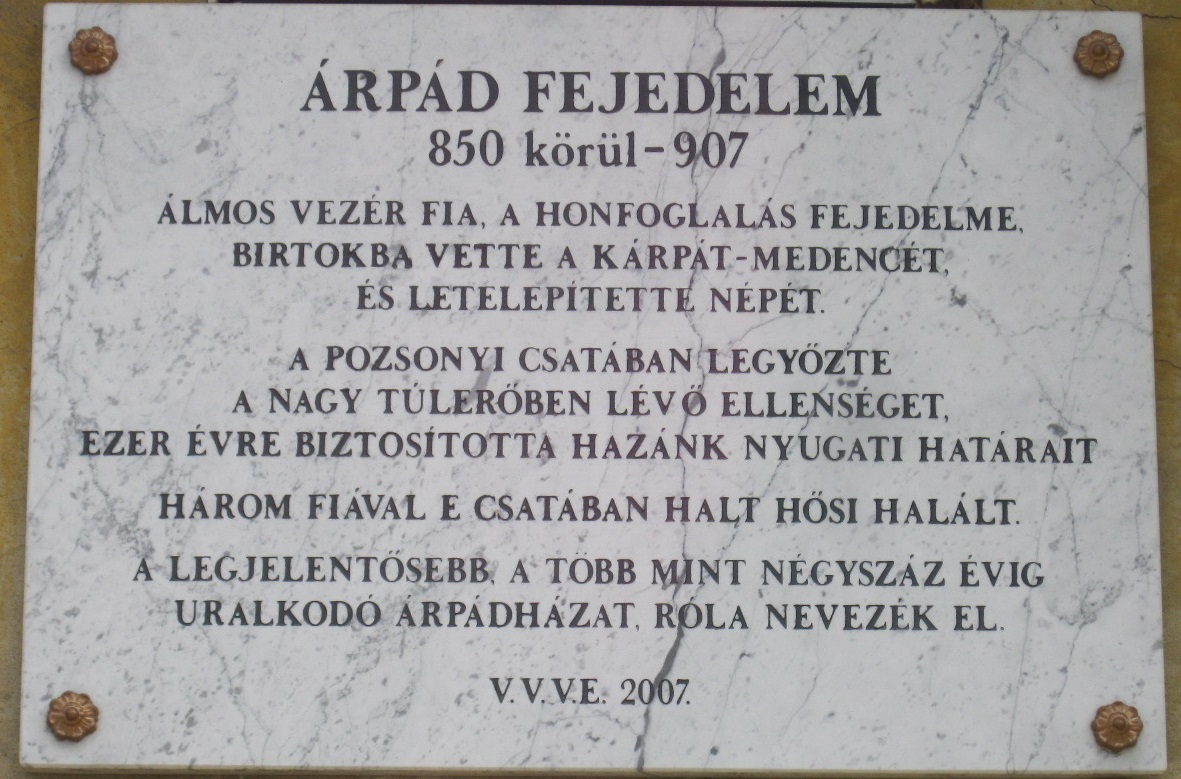
Árpád magyar fejedelem, Árpád út 1.
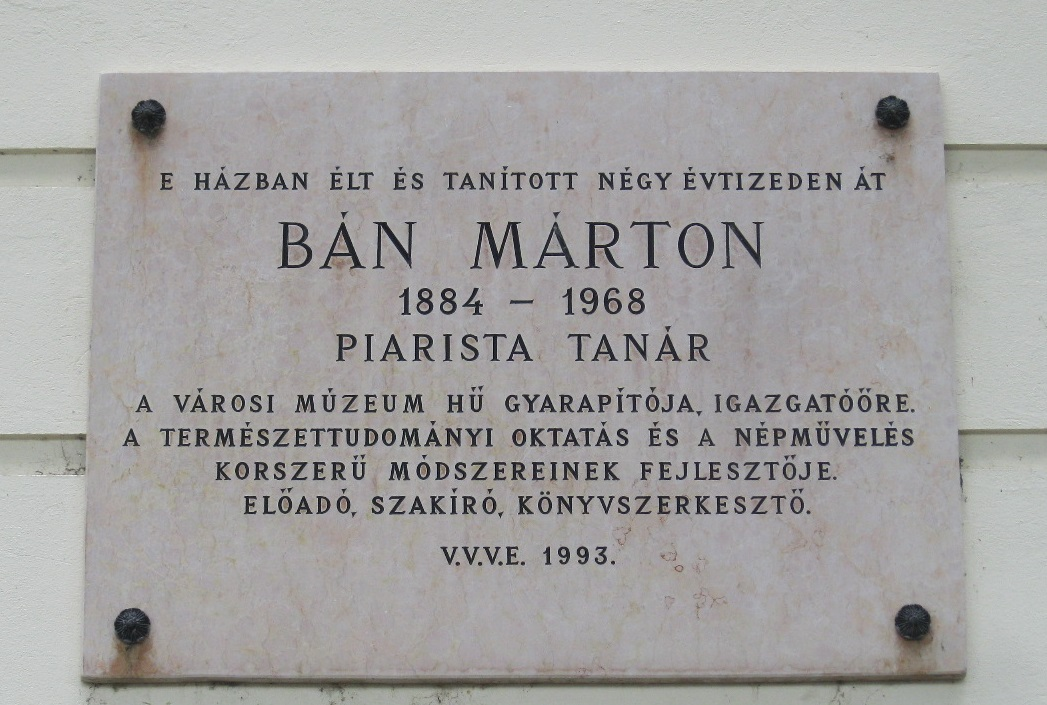
Bán Márton, Konstantin tér 4.
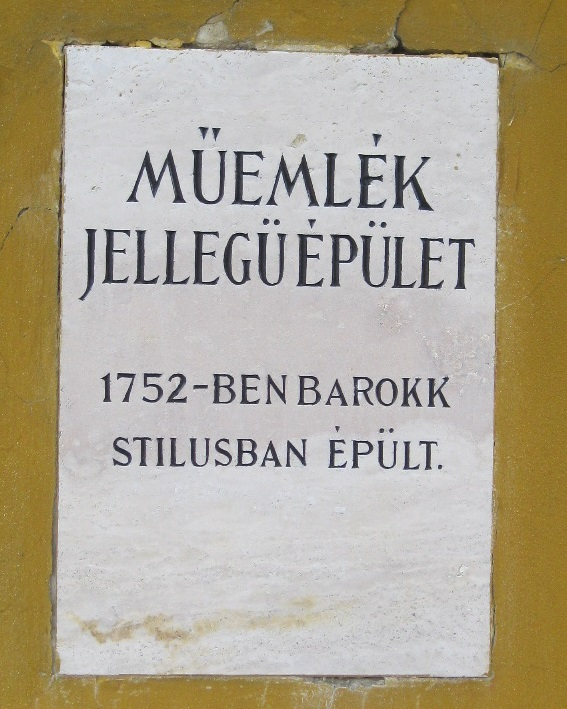
barokk épület, Március 15. tér 8.
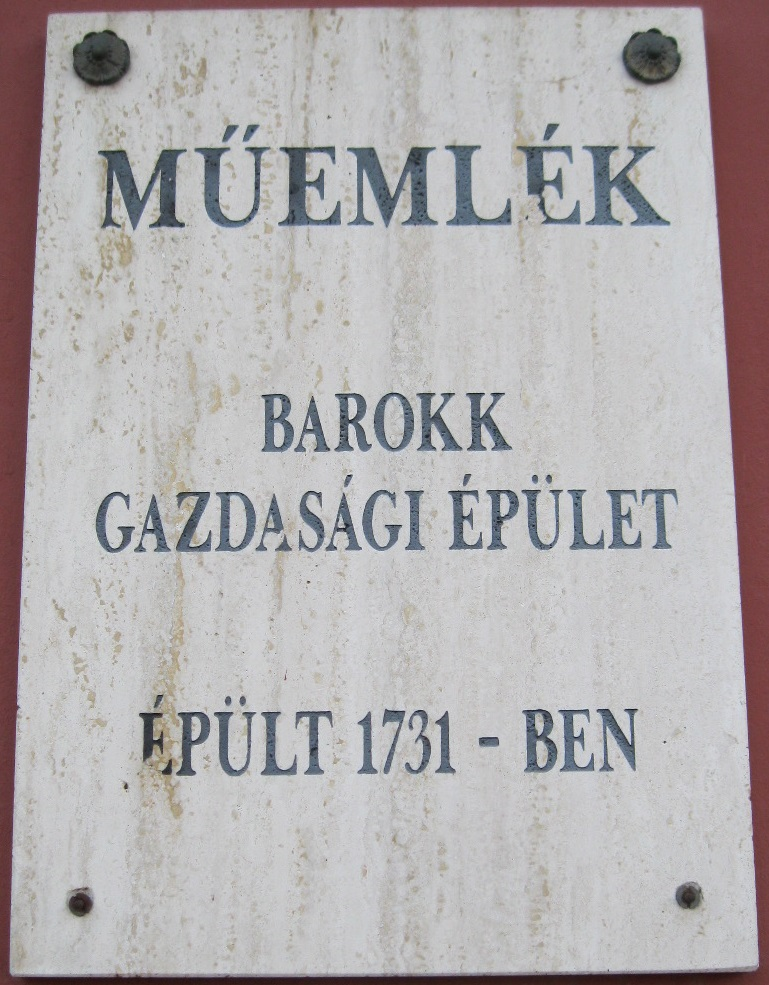
barokk gazdasági épület, Dr. Csányi László körút 52.
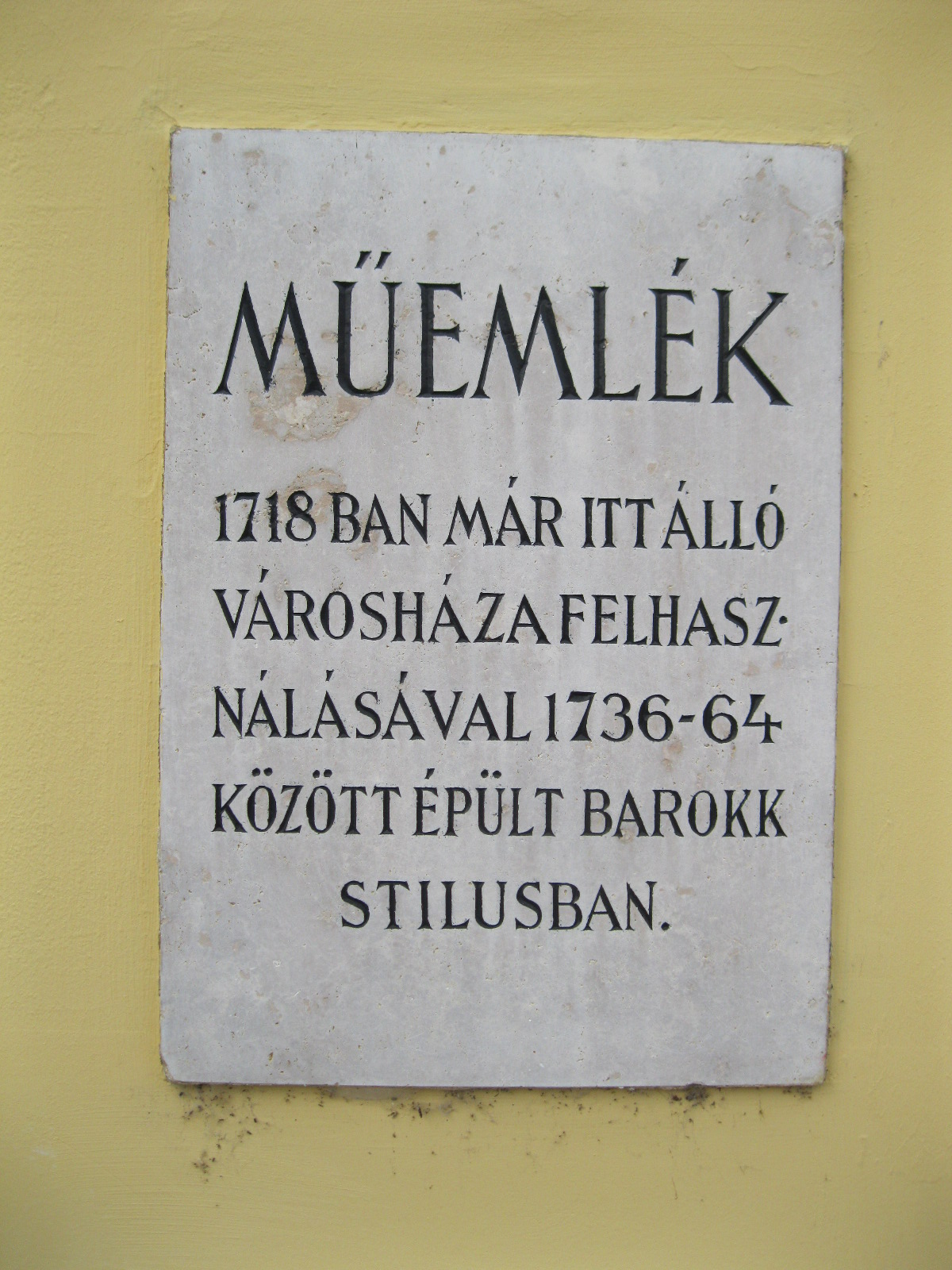
barokk ház, Március 15. tér 11.
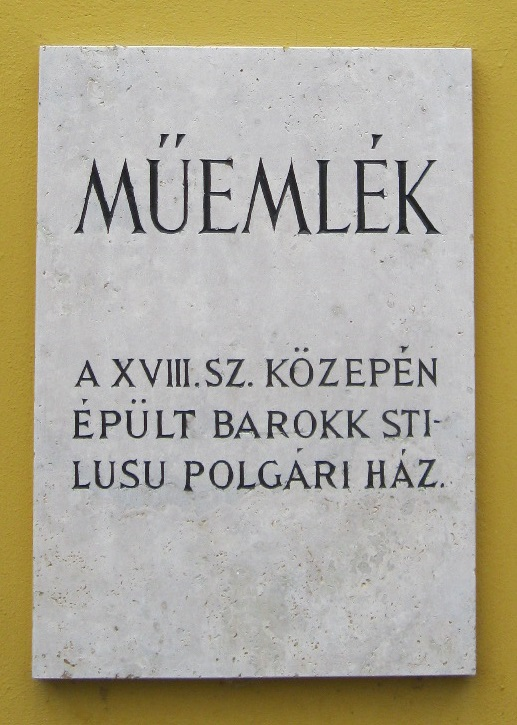
barokk ház, Március 15. tér 27.
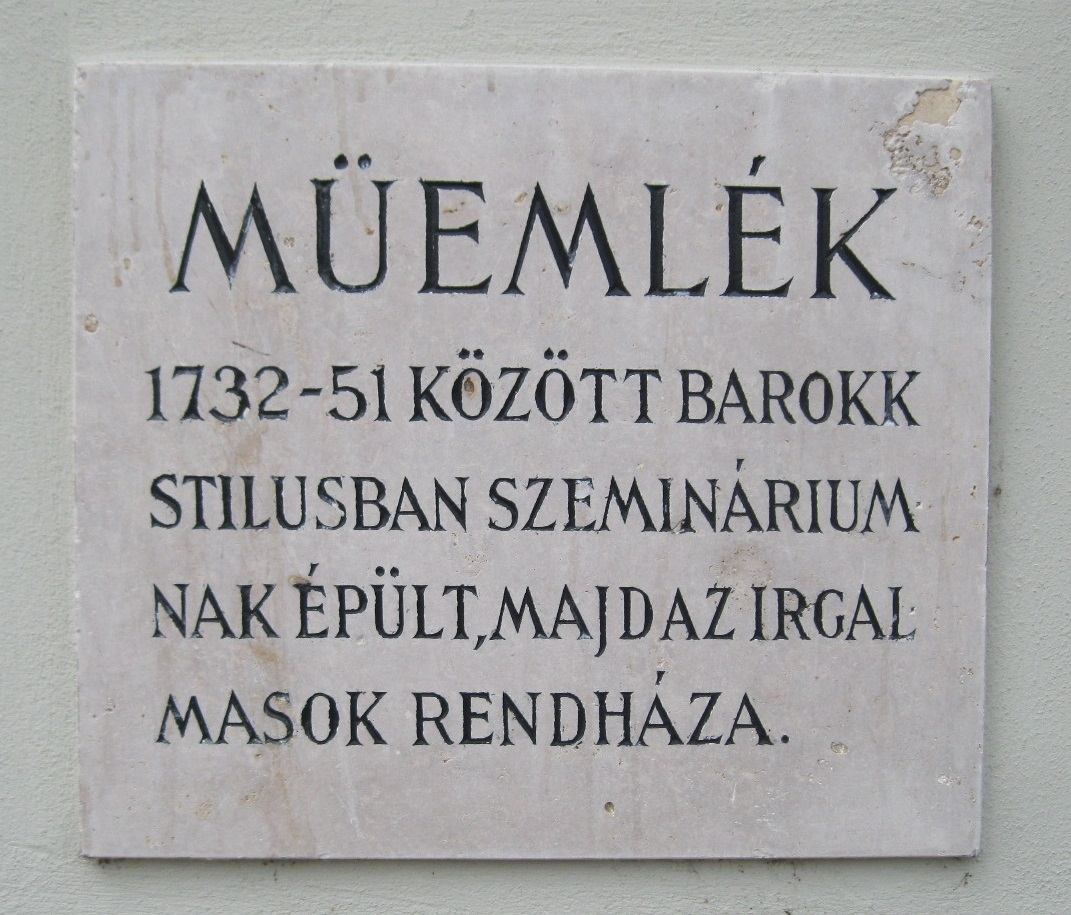
barokk szeminárium épülete, Március 15. tér 7.
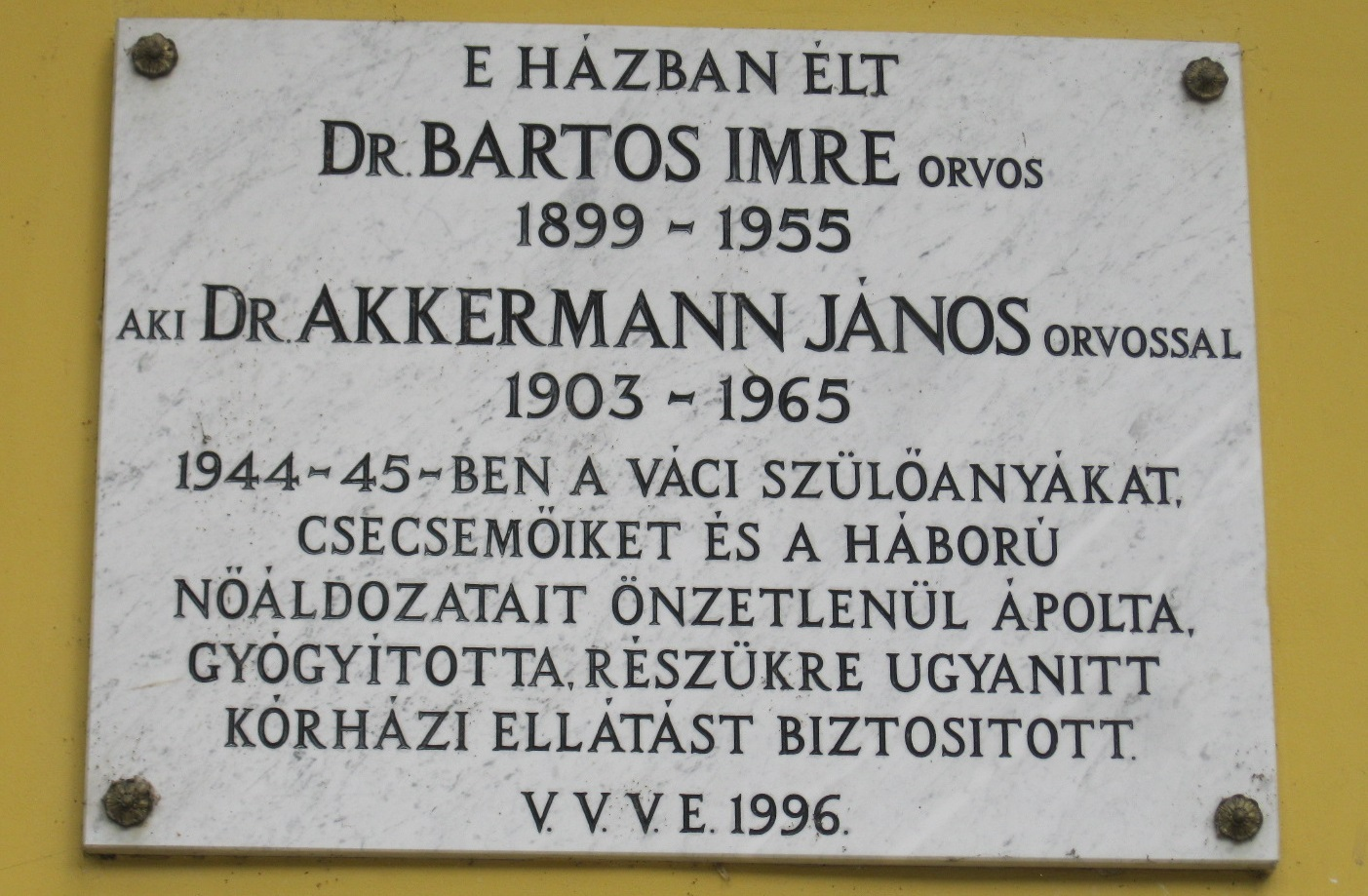
Bartos Imre, Báthori utca 5.
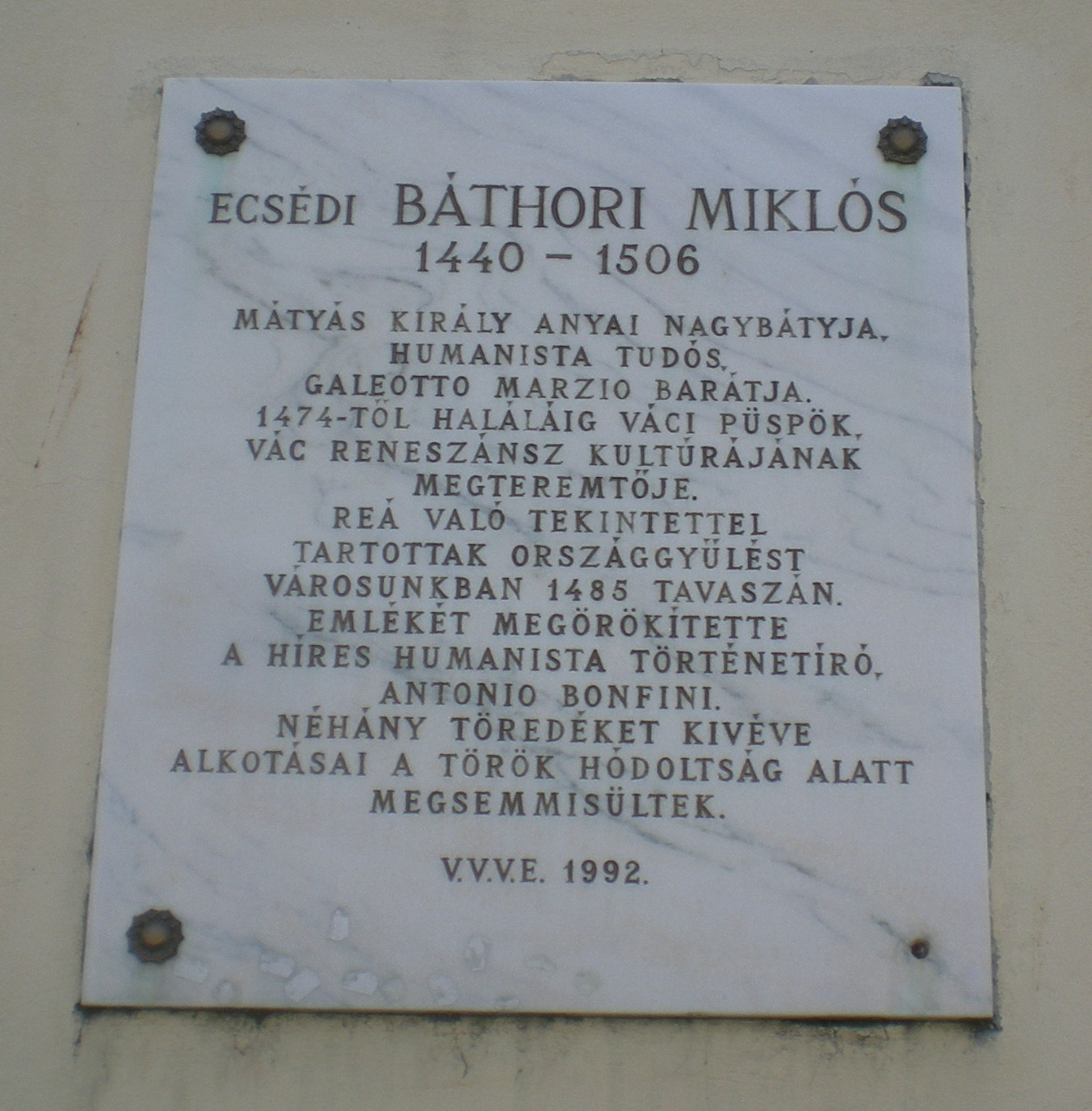
Báthori Miklós, Báthori utca 17-19.
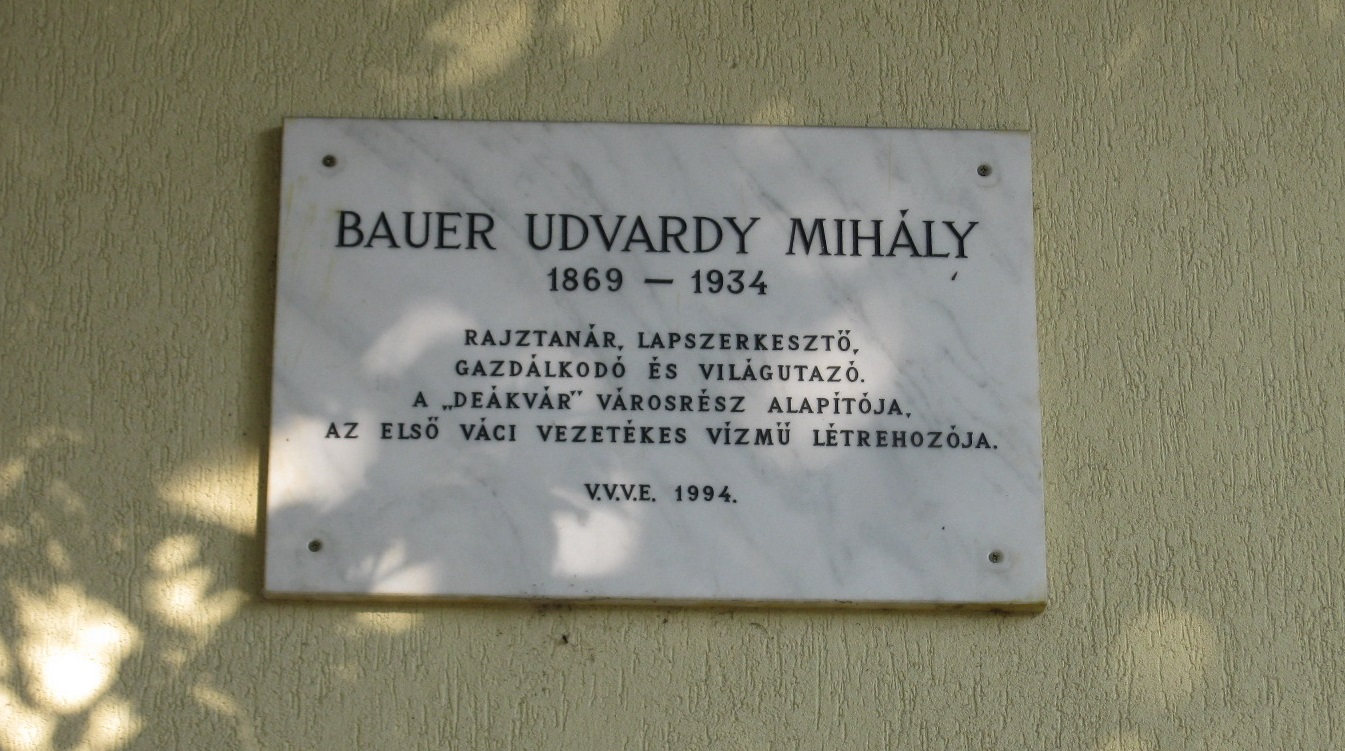
Bauer Udvardy Mihály, Bauer Mihály utca 22-24.
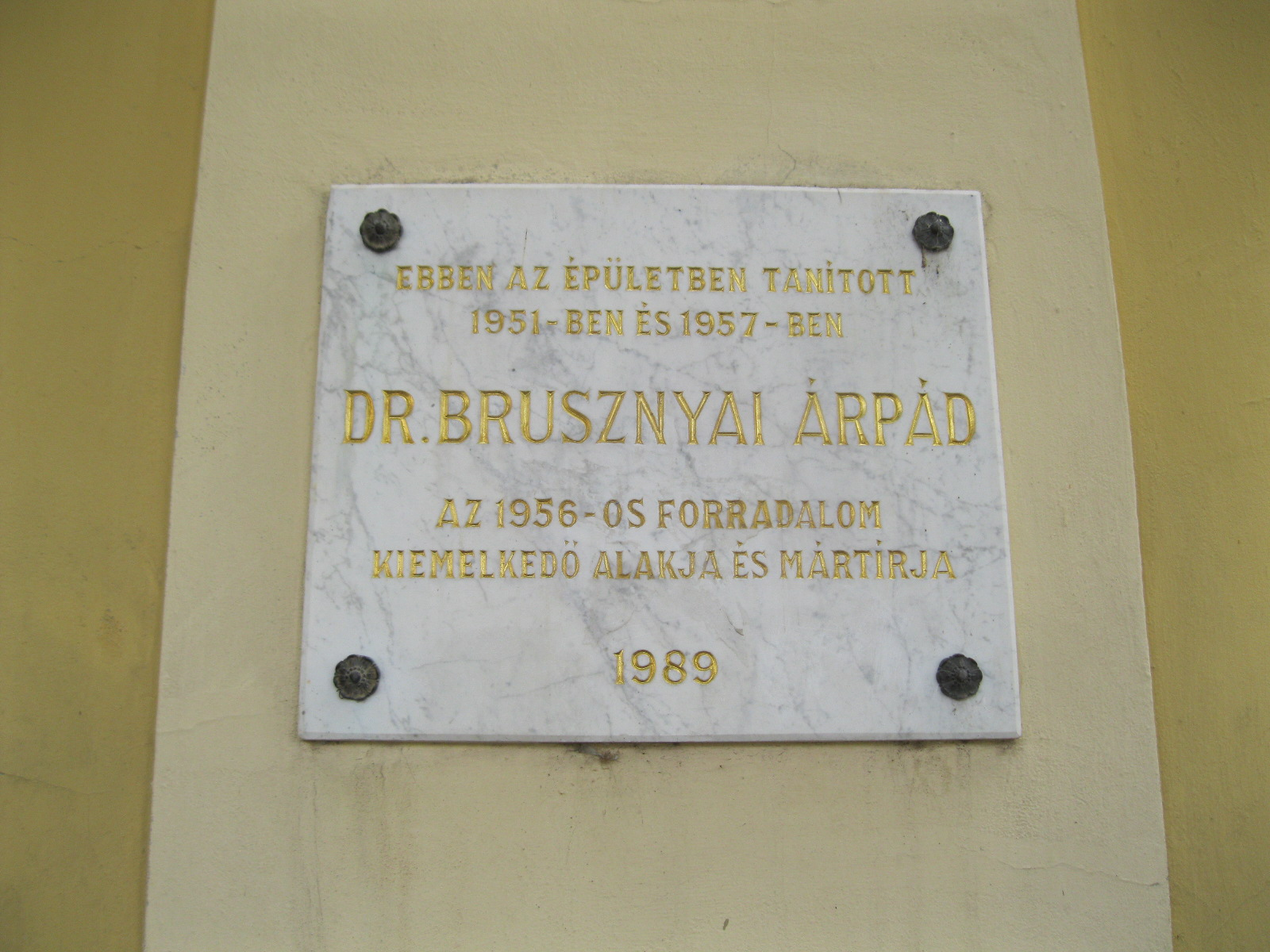
Brusznyai Árpád, Konstantin tér 1-5.
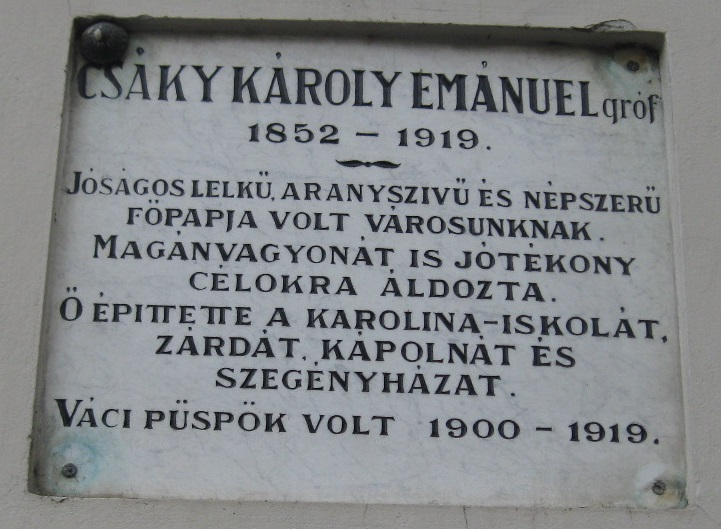
Csáky Károly Emánuel, Köztársaság út 2.
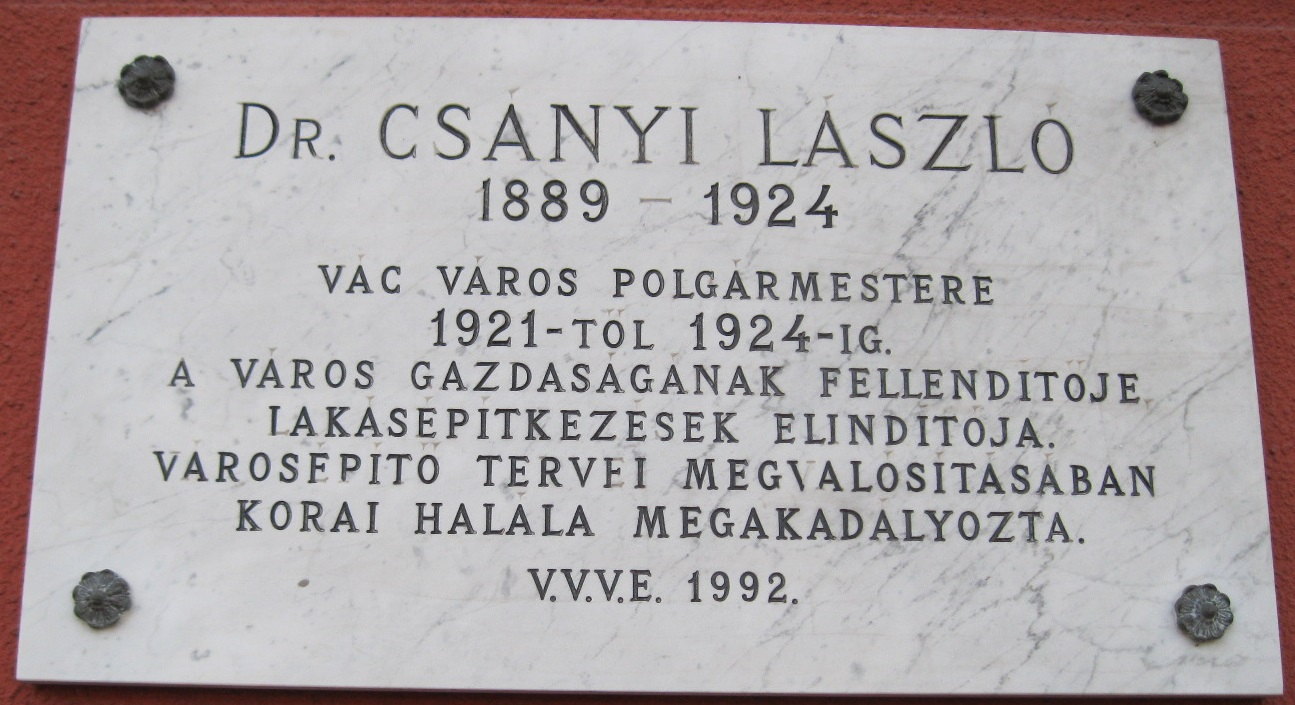
Csányi László, Dr. Csányi László körút 34.
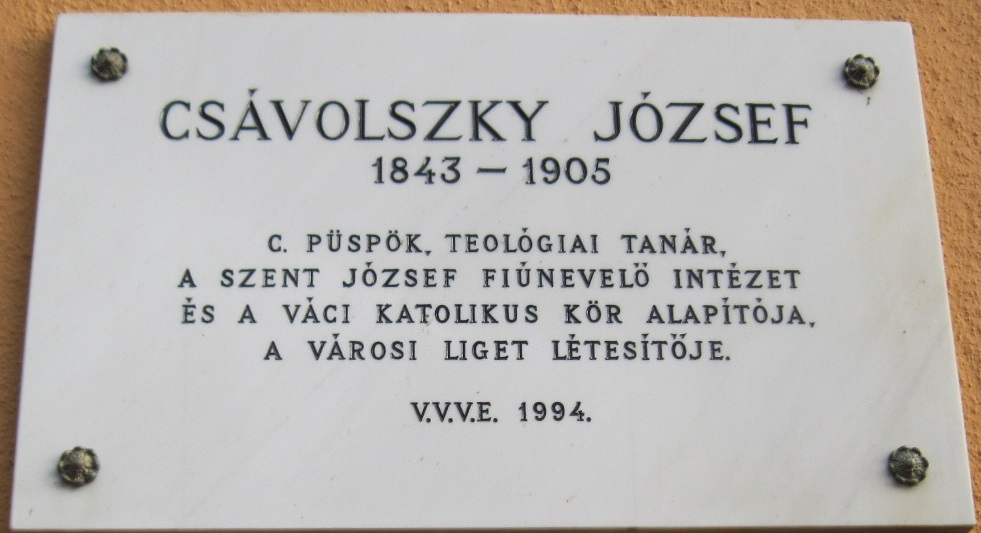
Csávolszky József, Dr. Csányi László körút 58. (Csávolszky József utcai oldal)
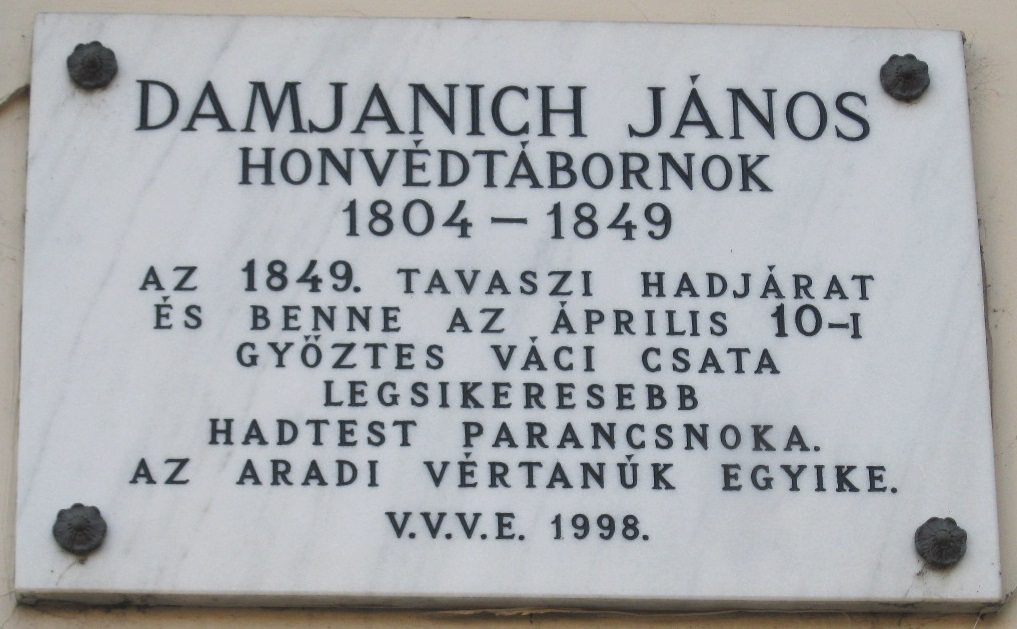
Damjanich János, Damjanich tér 2.
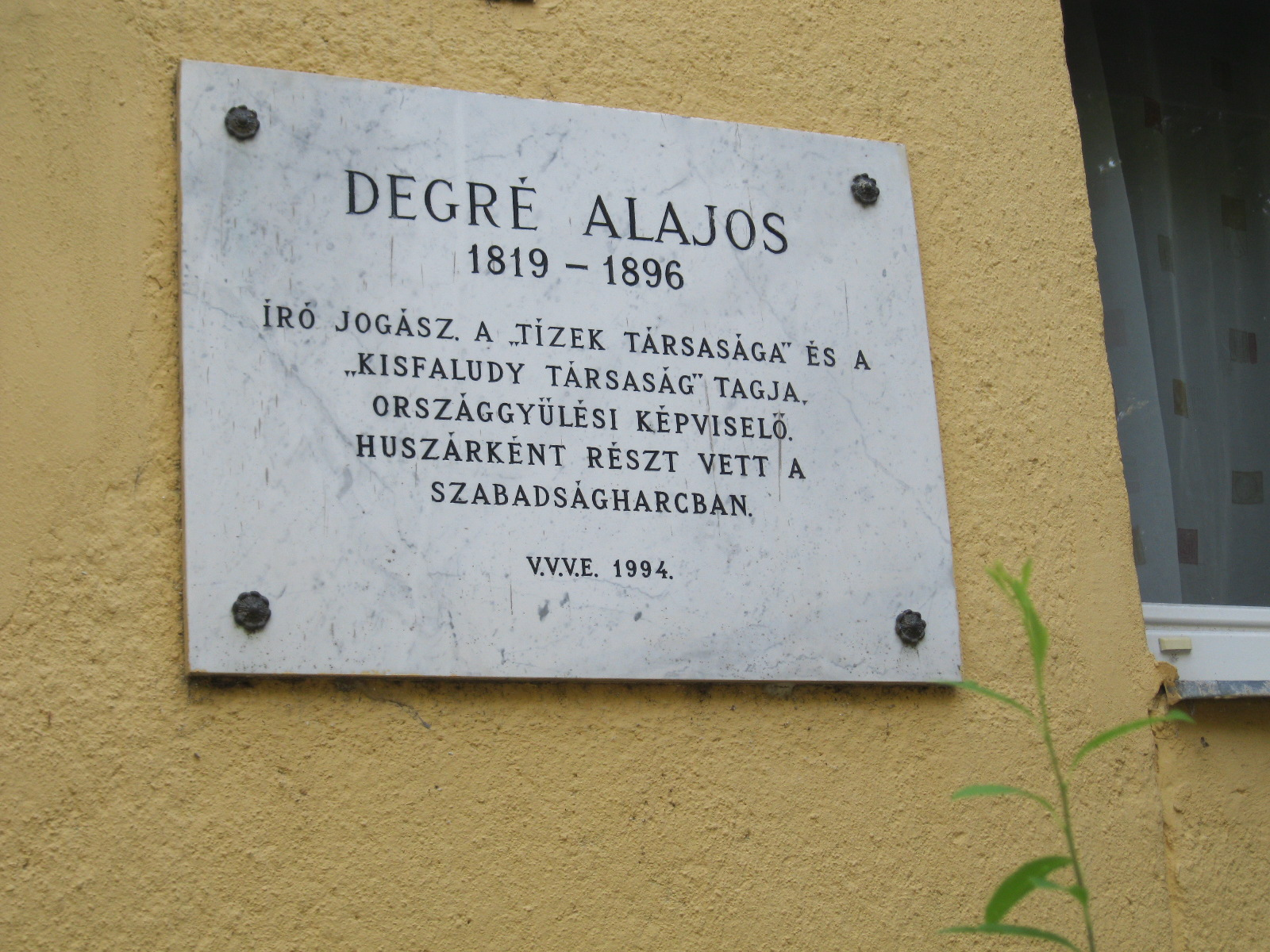
Degré Alajos, Degré Alajos utca 5.
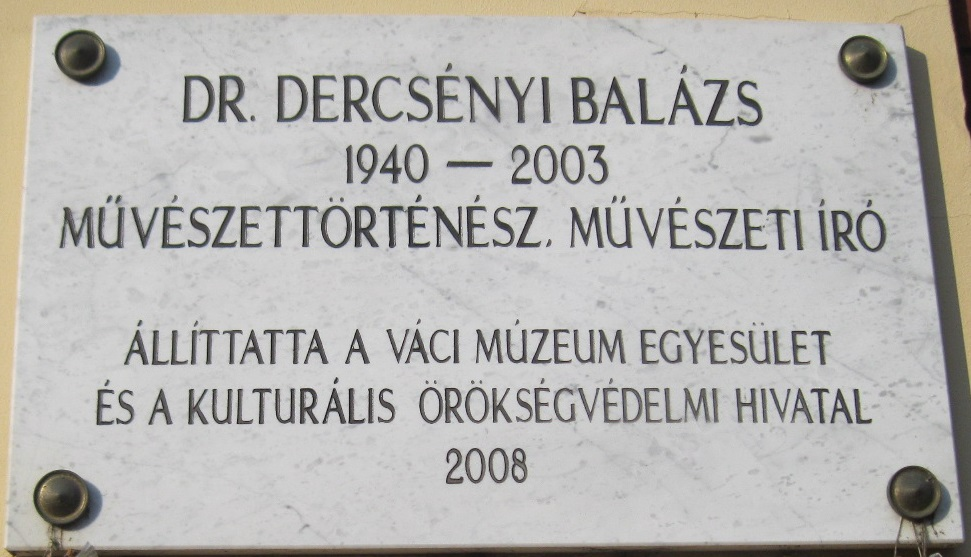
Dercsényi Balázs, Dr. Csányi László körút 35.
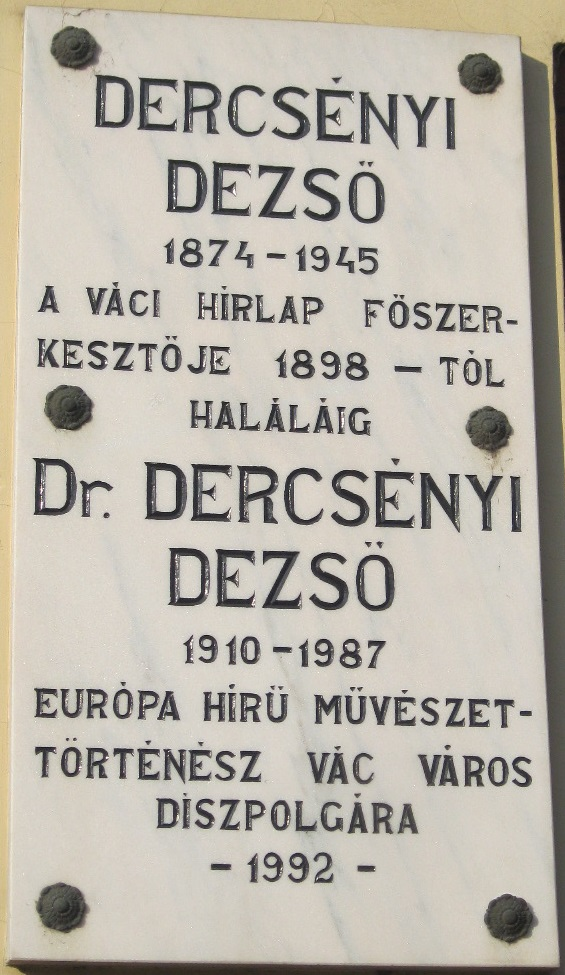
Dercsényi Dezső (1910–1987), Dercsényi Dezső (1874–1945), Dr. Csányi László körút 35.
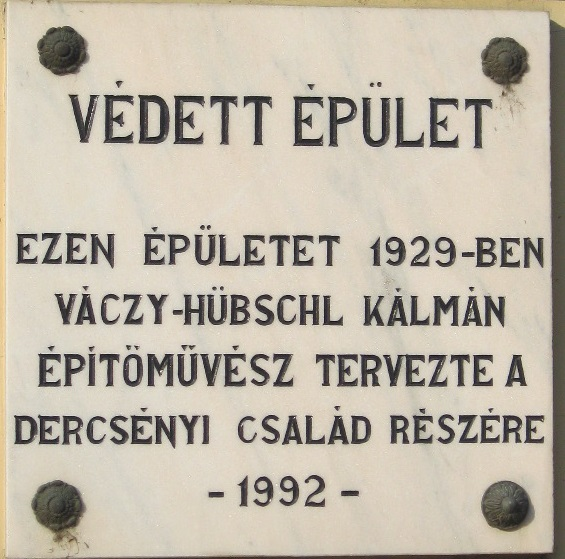
Dercsényi épület, Dr. Csányi László körút 35.
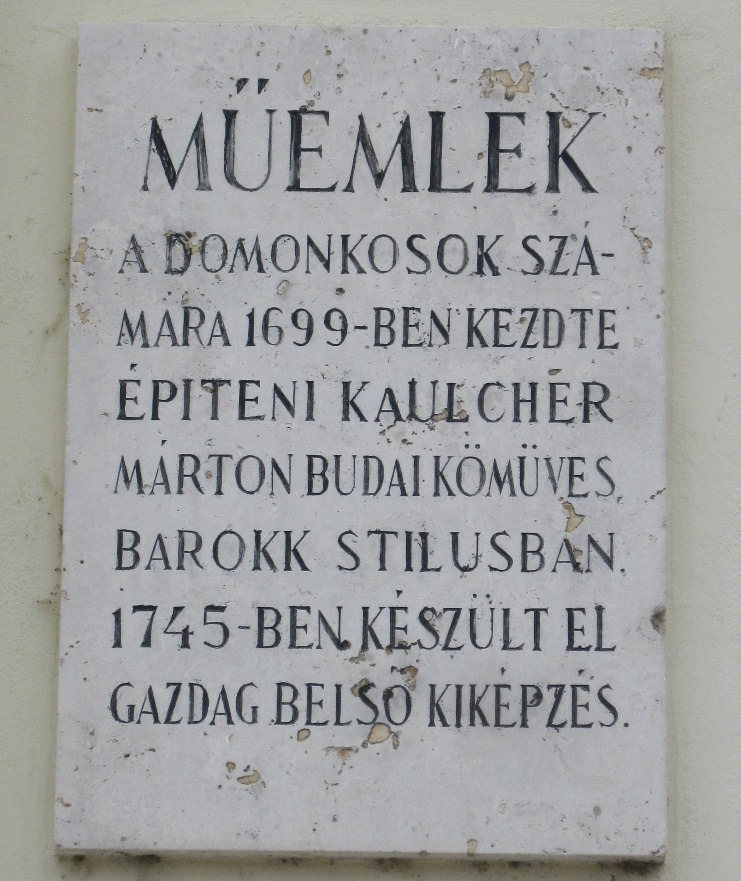
domonkos rendi templom, Március 15. tér 24.
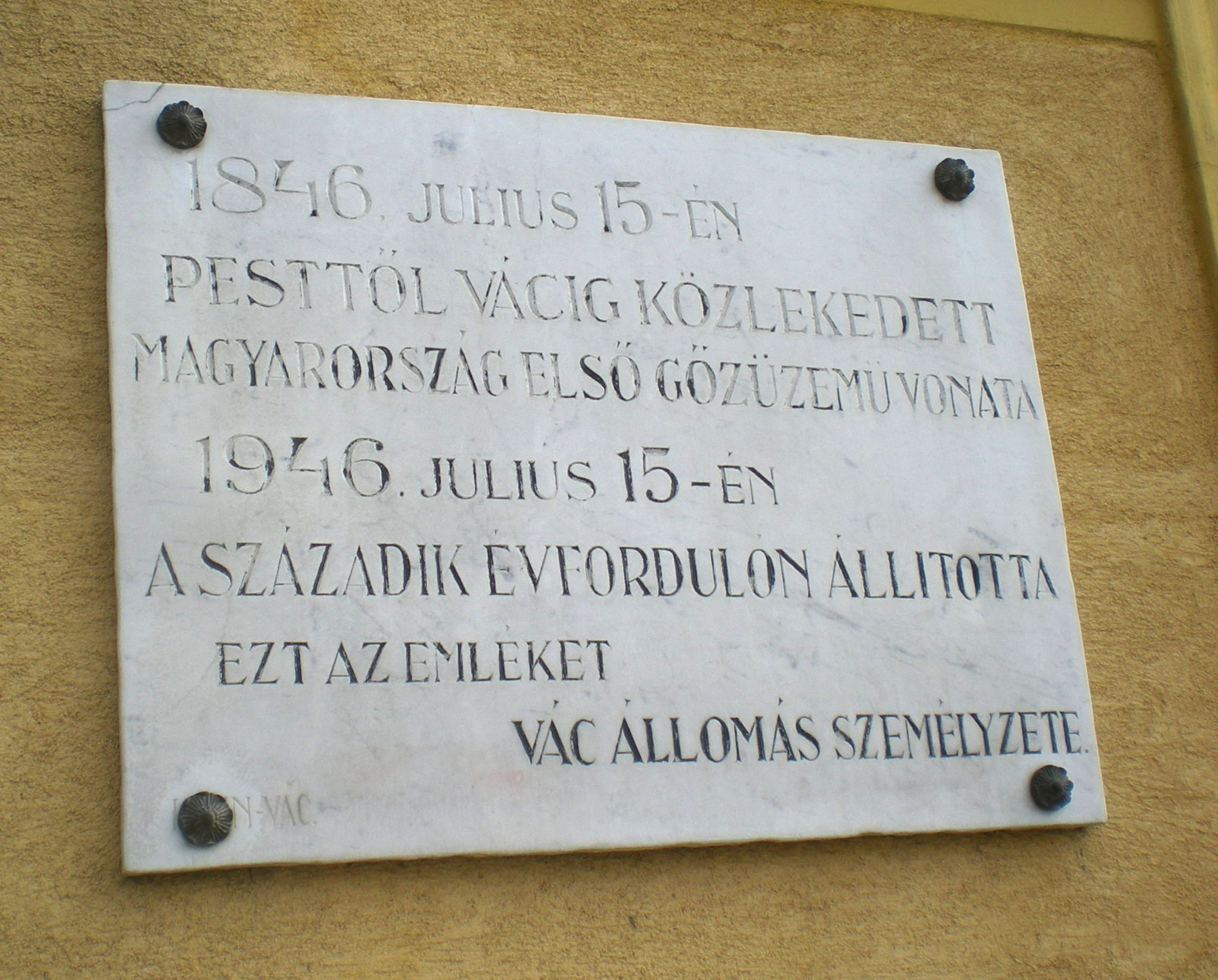
első magyarországi gőzüzemű vasút, Széchenyi utca 42.
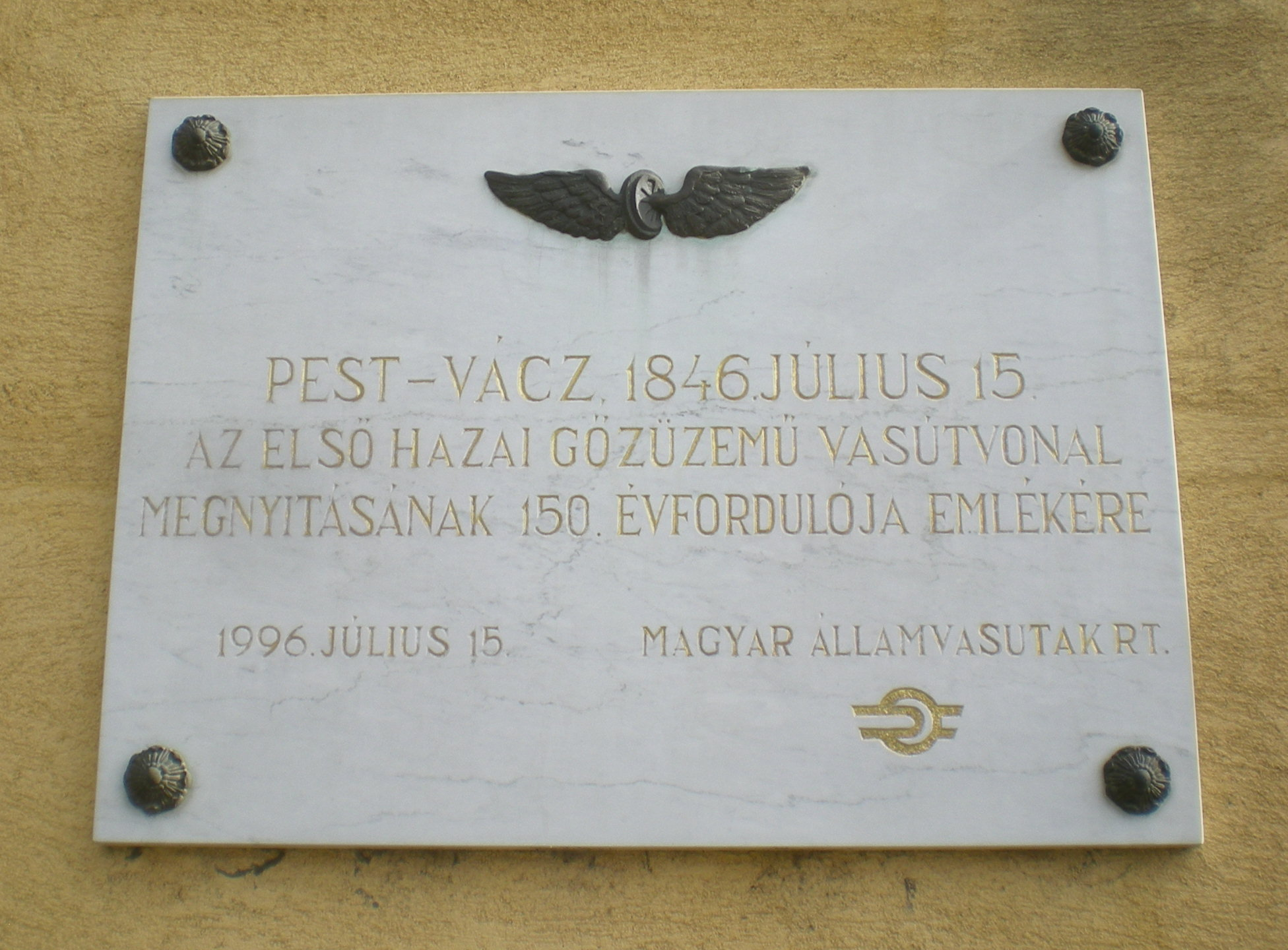
első magyarországi gőzüzemű vasútvonal, Széchenyi utca 42.
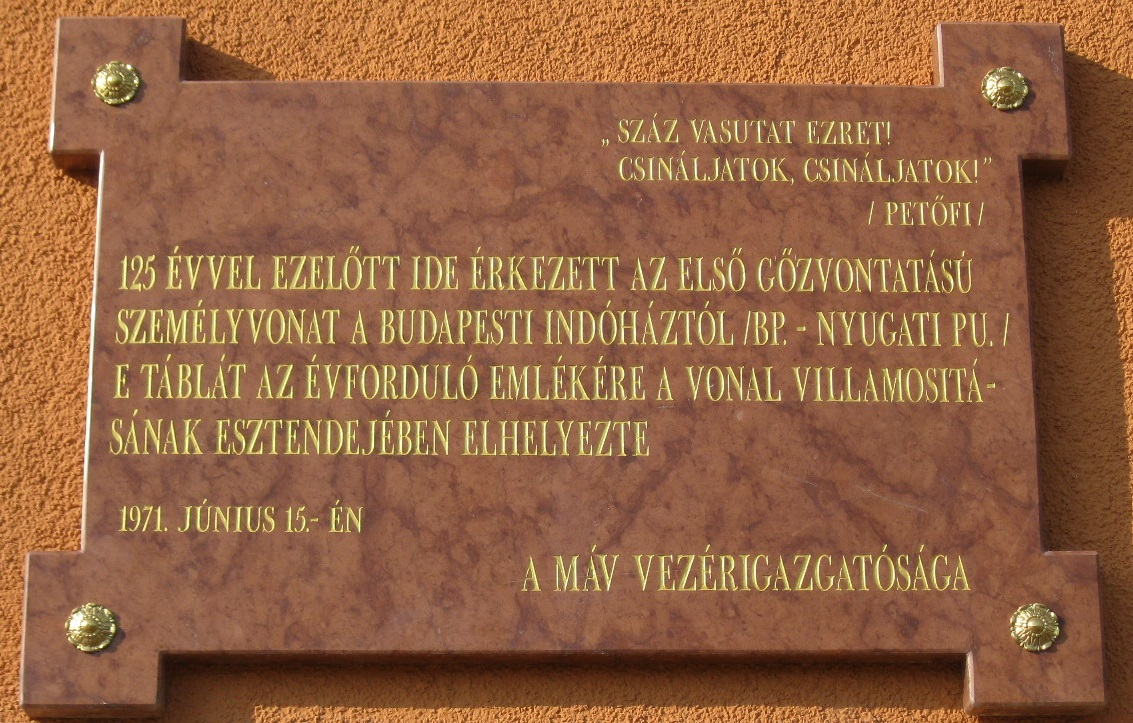
első magyarországi gőzvontatású személyvonat, Széchenyi utca 42.
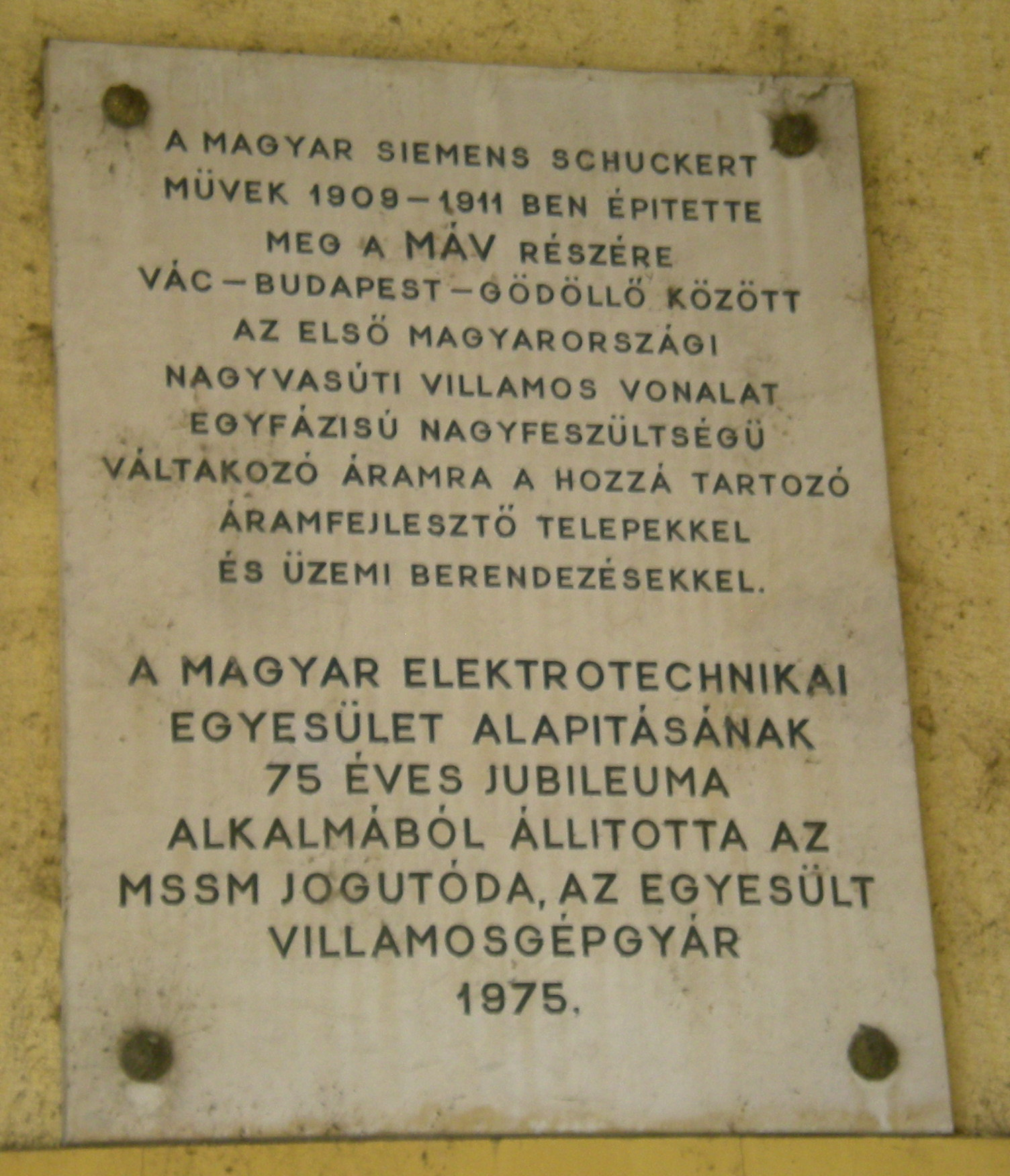
első magyarországi villamos vasútvonal, Széchenyi utca 42.
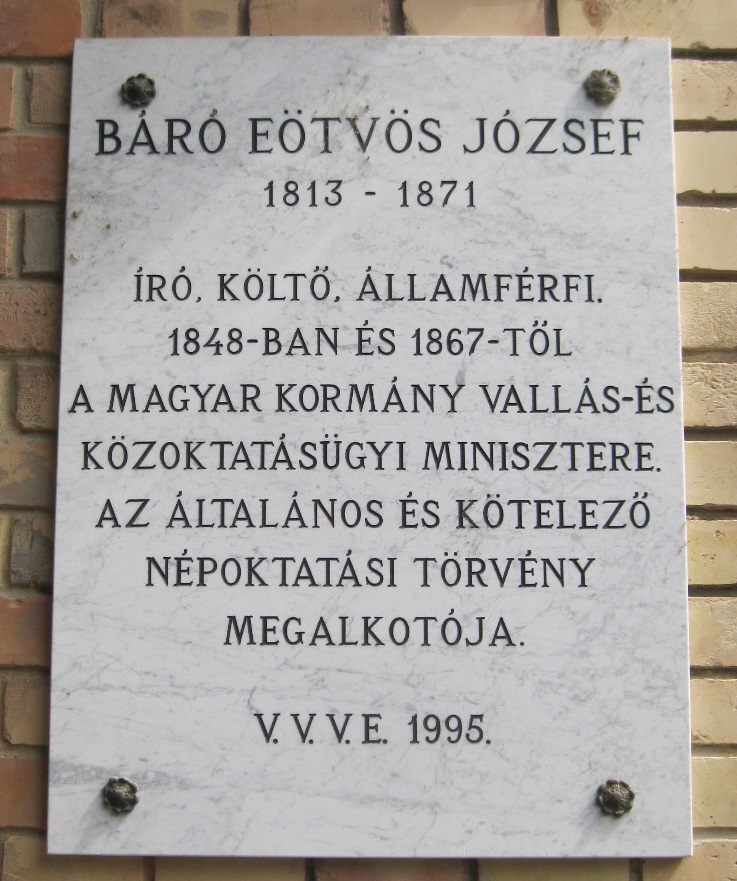
Eötvös József, Eötvös utca 1.
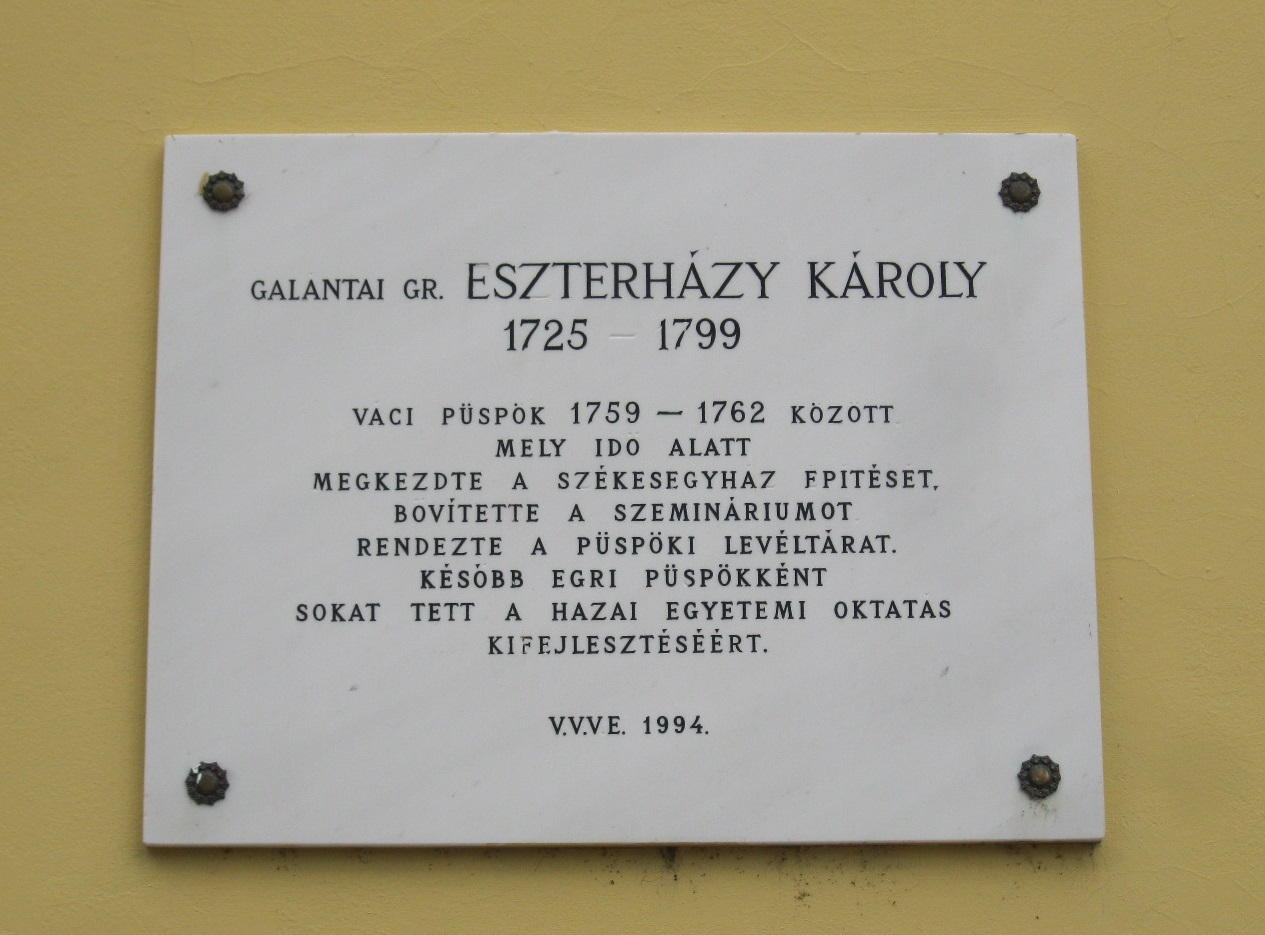
Eszterházy Károly, Eszterházy Károly utca 1.
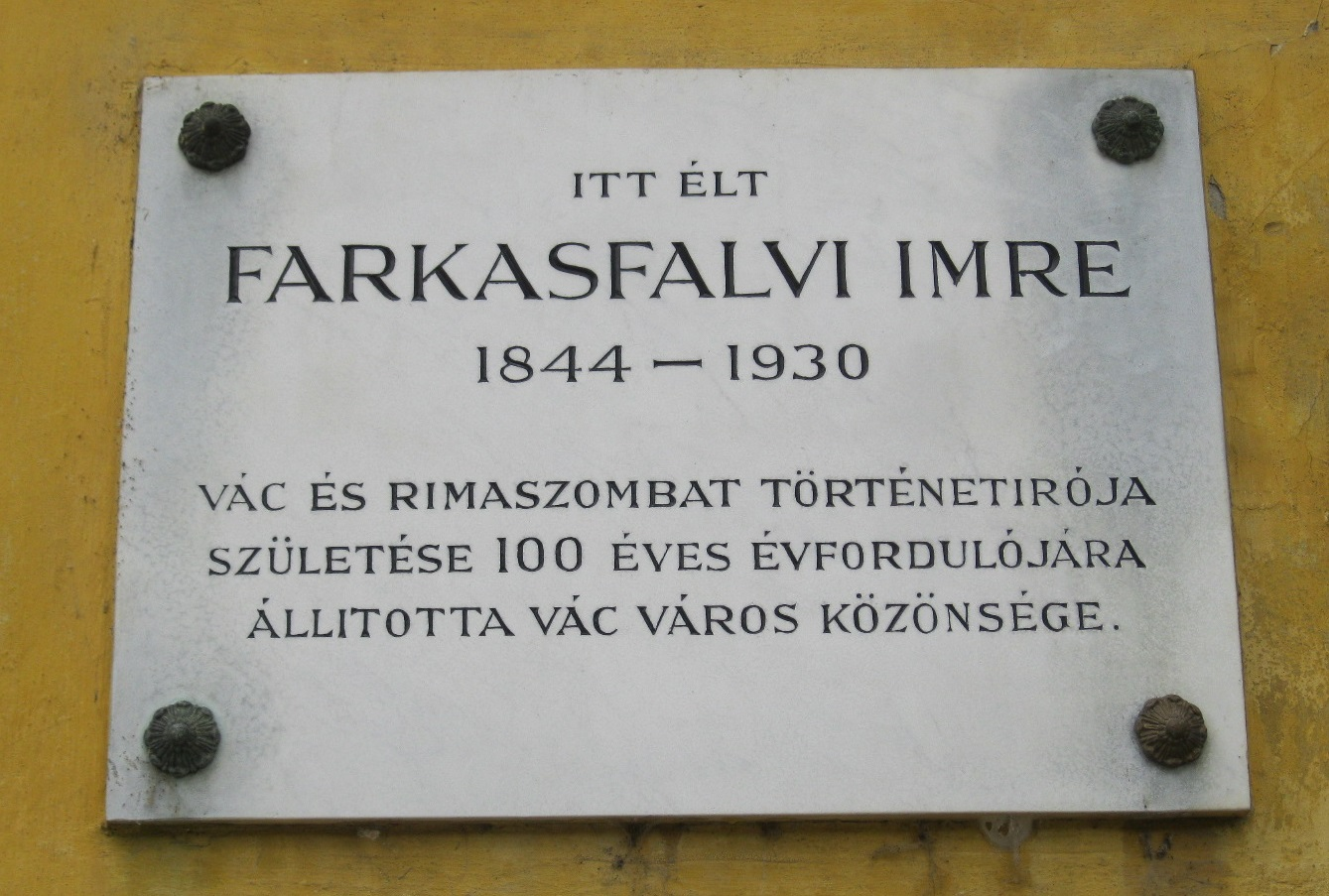
Farkasfalvi Imre, Báthori utca 9.
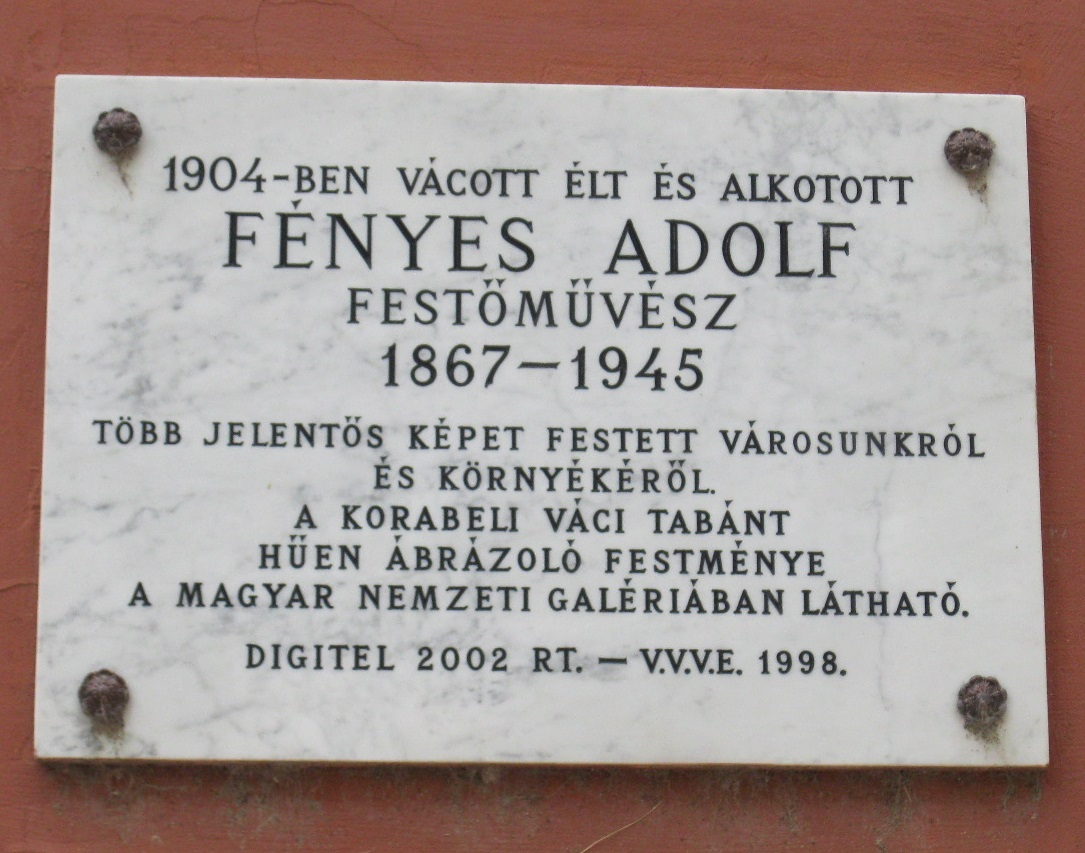
Fényes Adolf, Tabán utca (az Eszterházy Károly utcai sarkon)
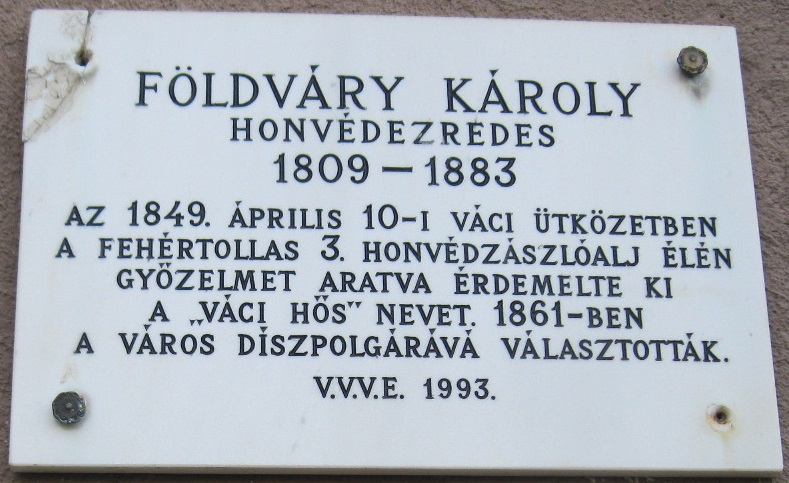
Földváry Károly, Földváry tér 13.
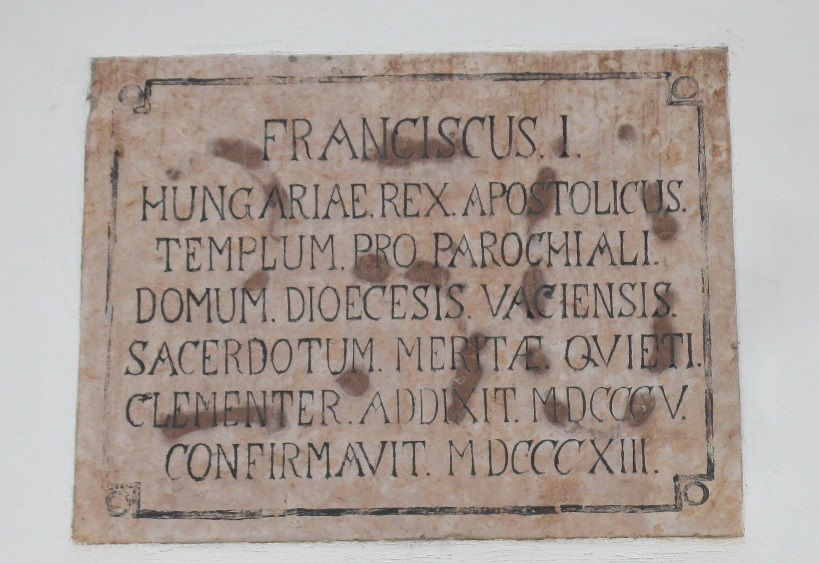
Franciscus I. Hungariae Rex..., Március 15. tér 24.
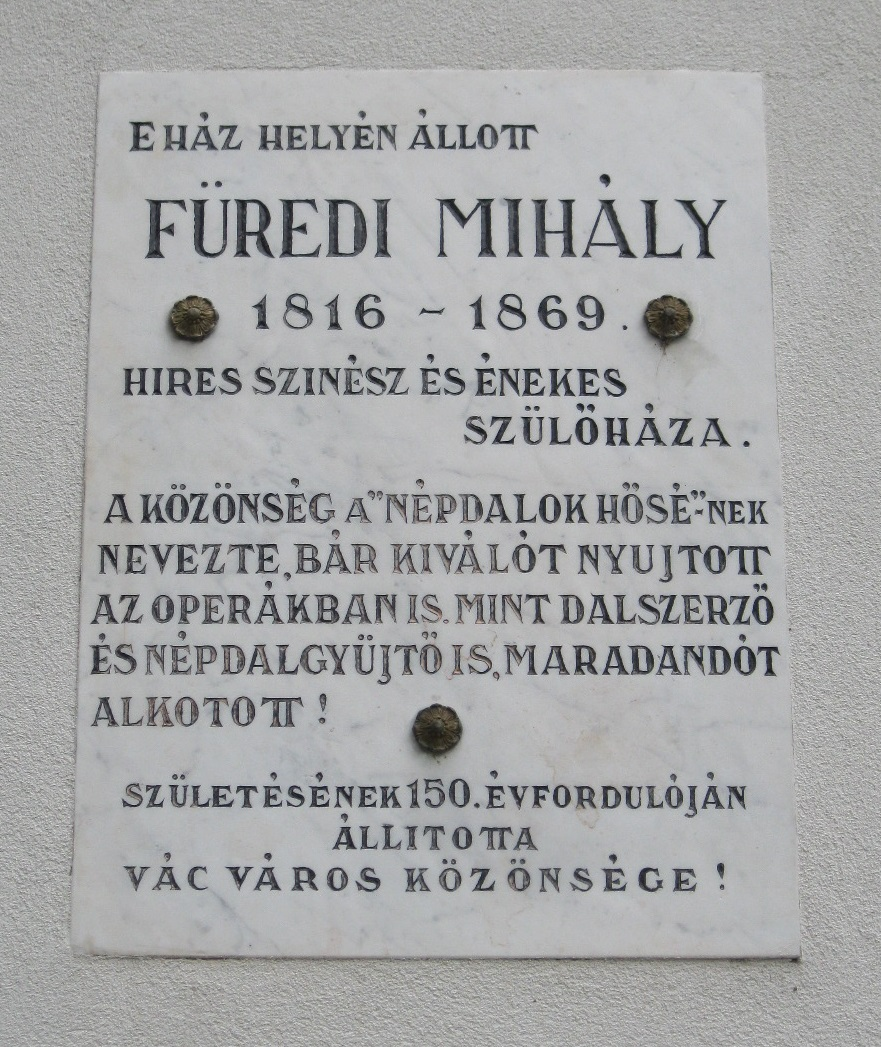
Füredi Mihály, Füredi Mihály utca 6.
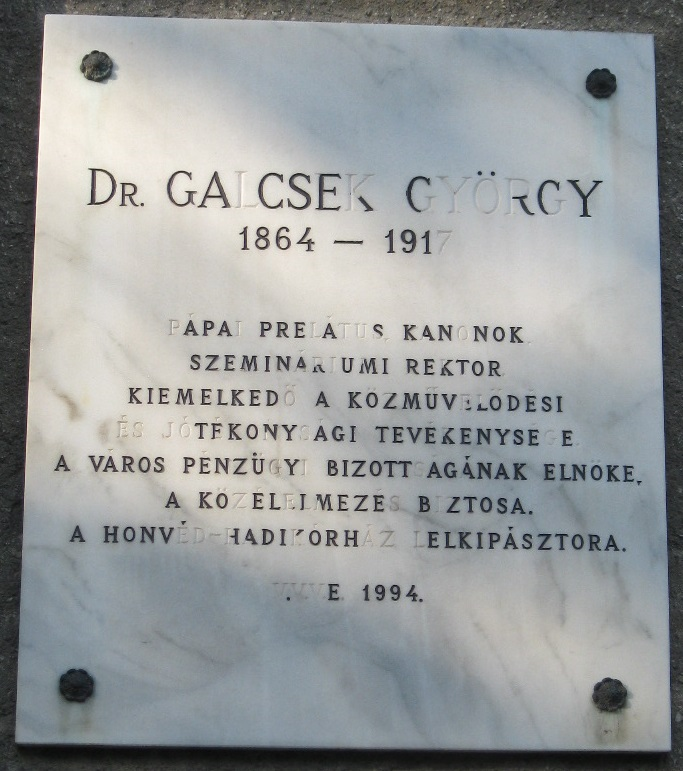
Galcsek György, Galcsek György utca 1.
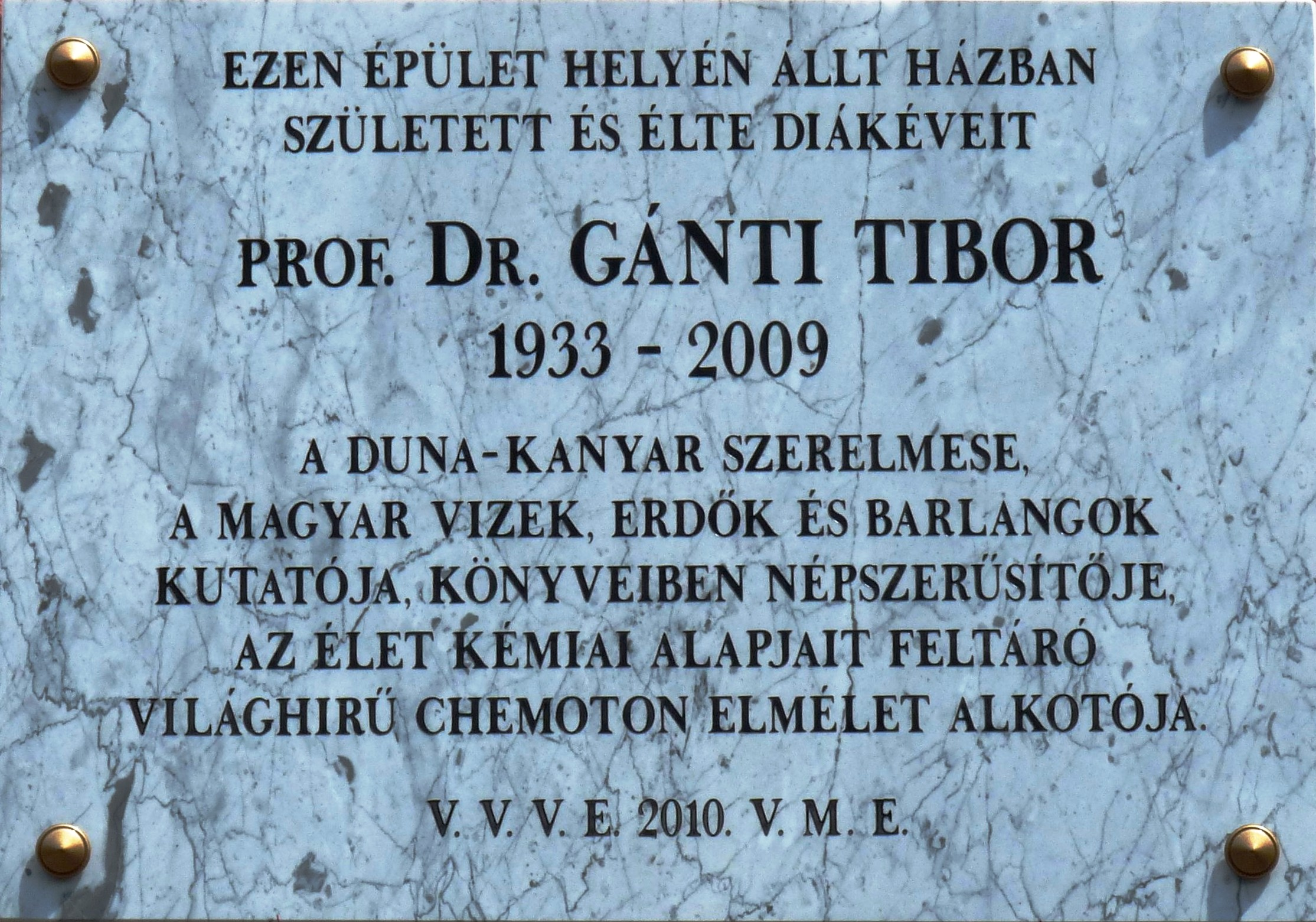
Gánti Tibor, Köztársaság út 5.
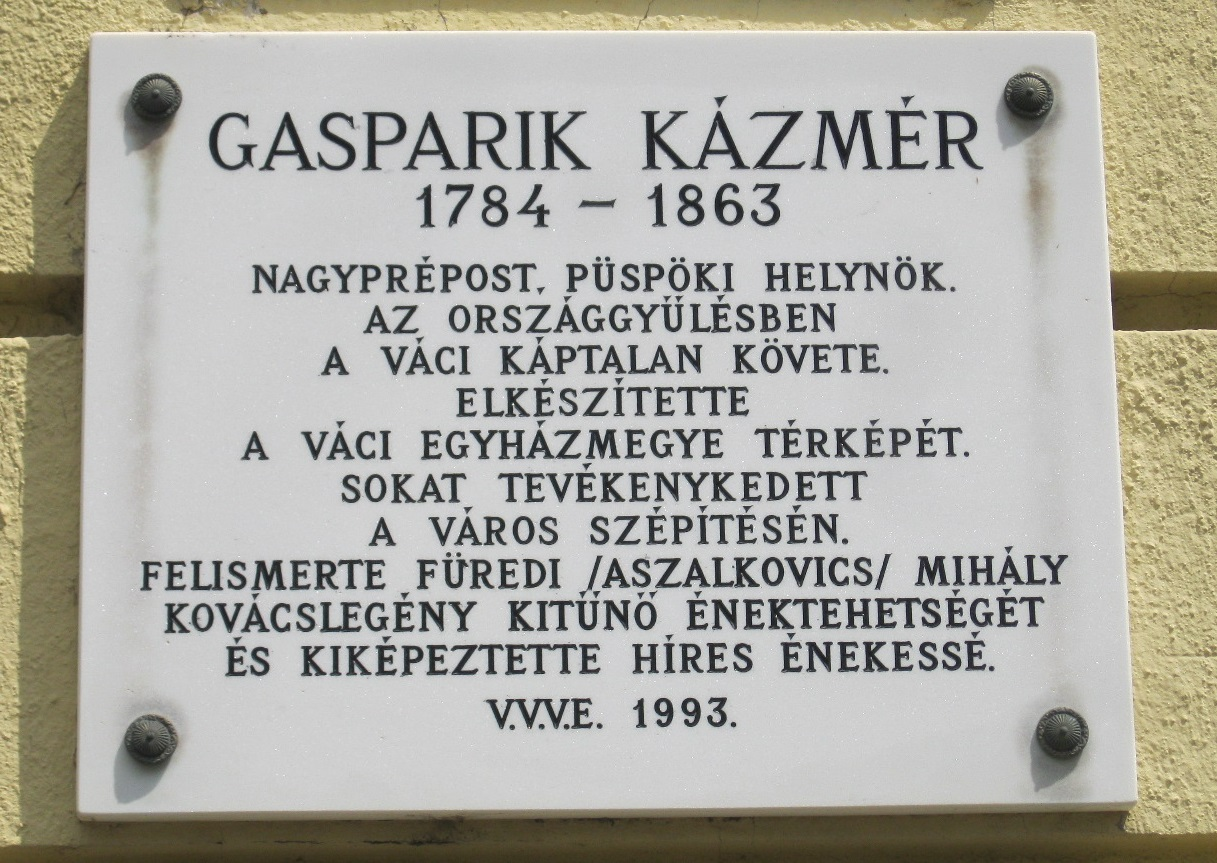
Gasparik Kázmér, Gasparik Kázmér utca 2.
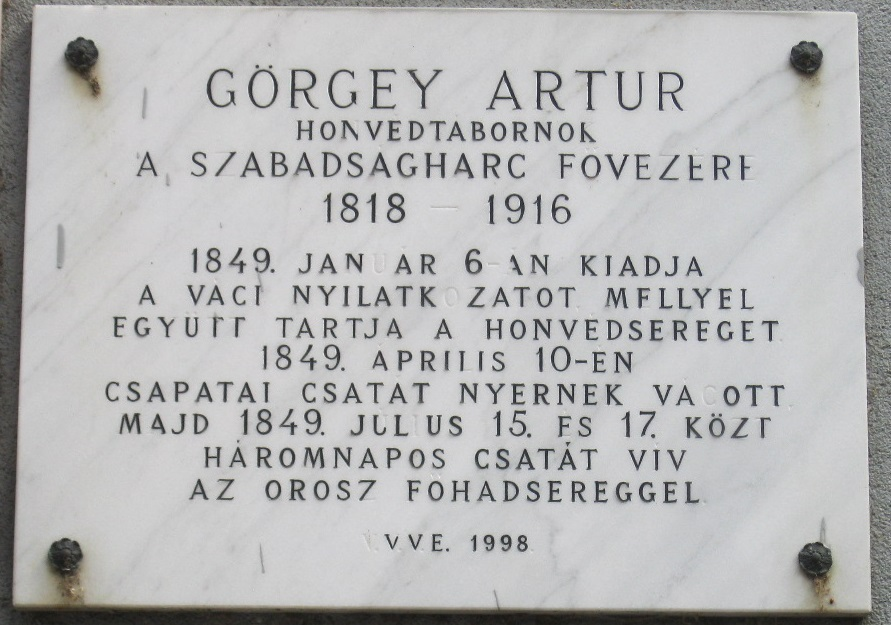
Görgei Artúr, Görgey Artúr utca 2.
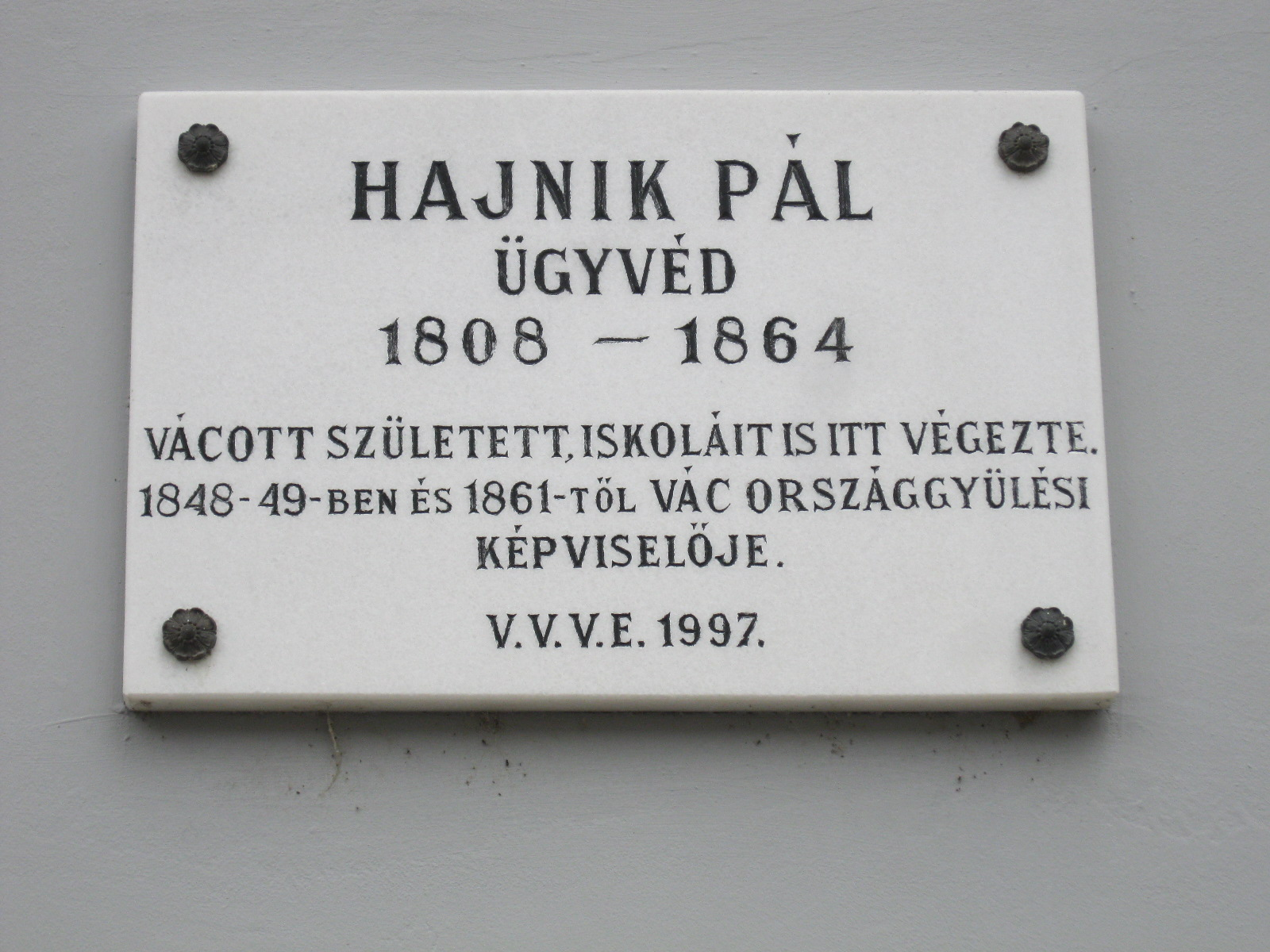
Hajnik Pál, Hajnik Pál utca, vagy Március 15. tér
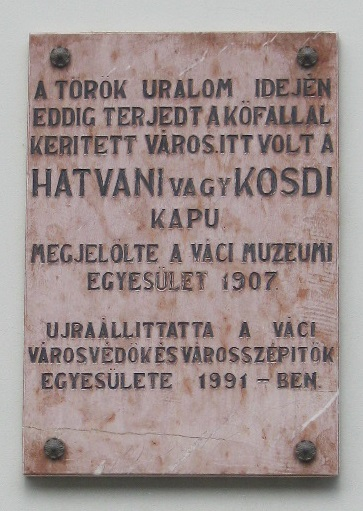
Hatvani kapu, Széchenyi utca 14.
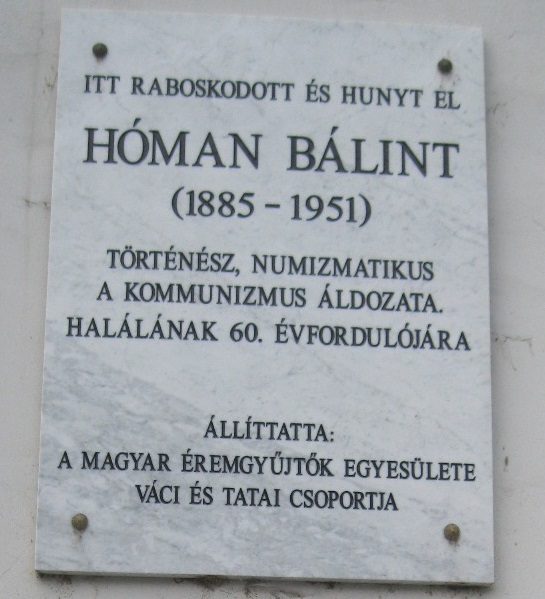
Hóman Bálint, Köztársaság út 62-64.
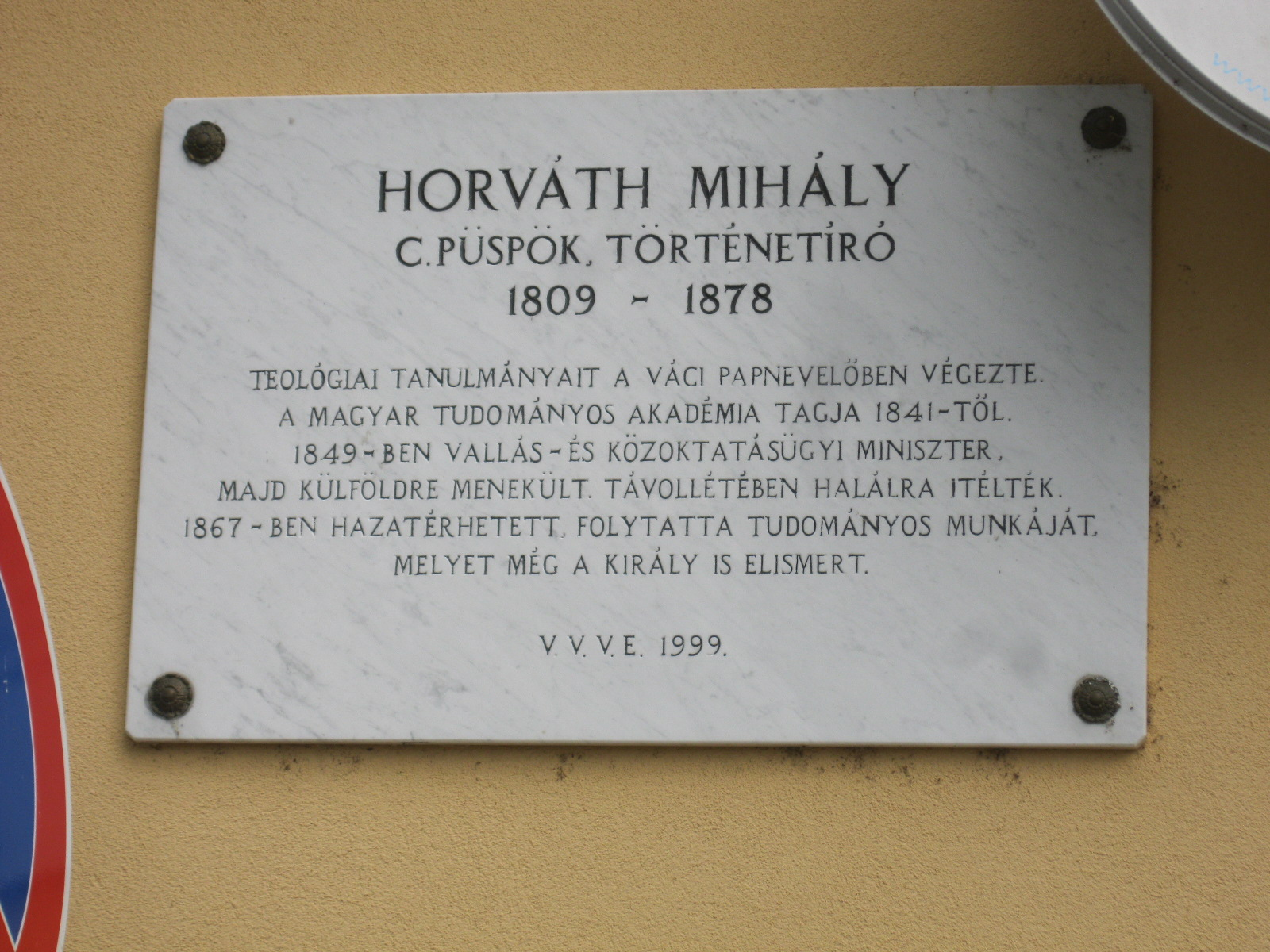
Horváth Mihály, Horváth Mihály utca 1.
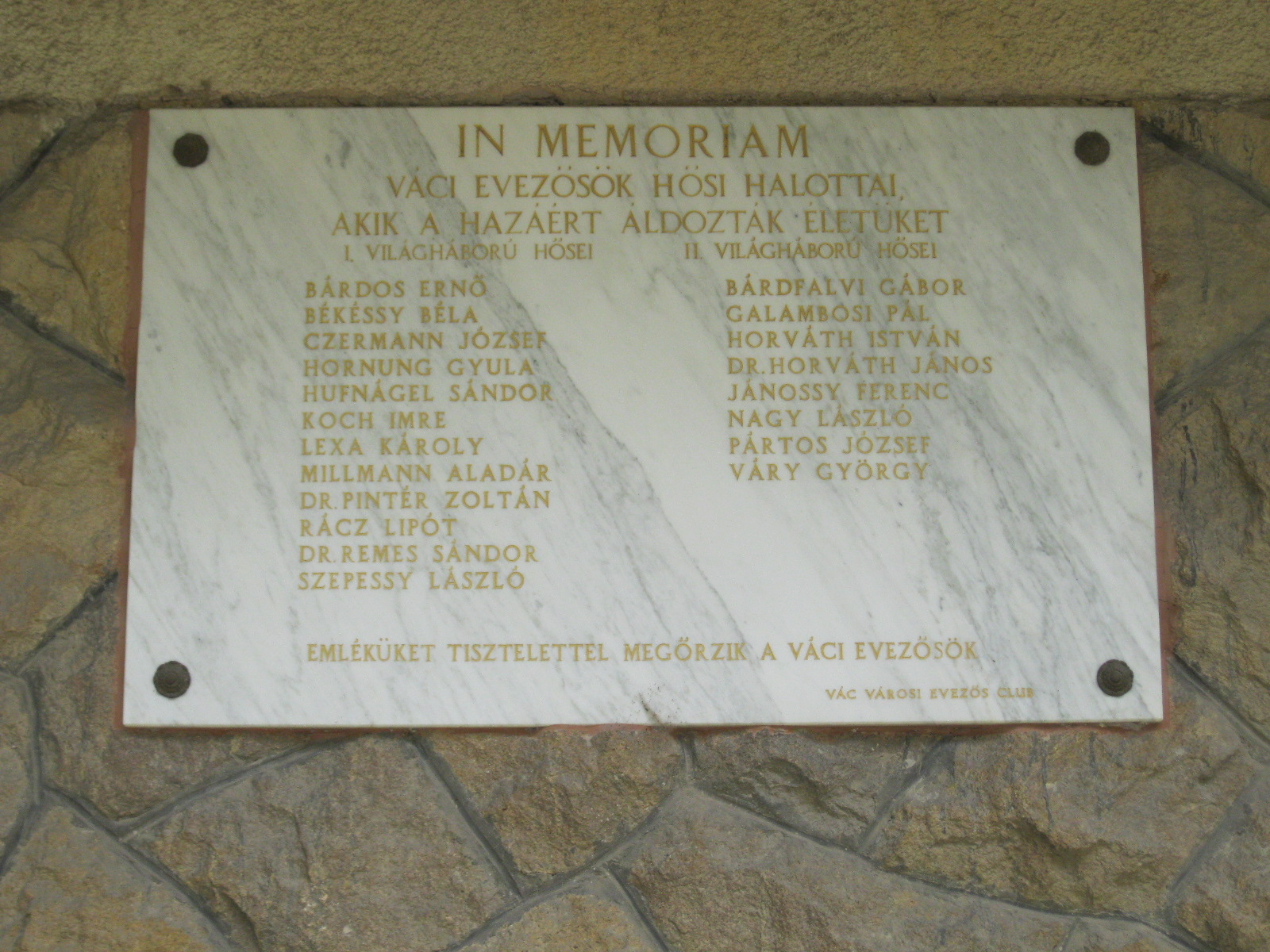
In Memoriam, Liszt Ferenc sétány 12.
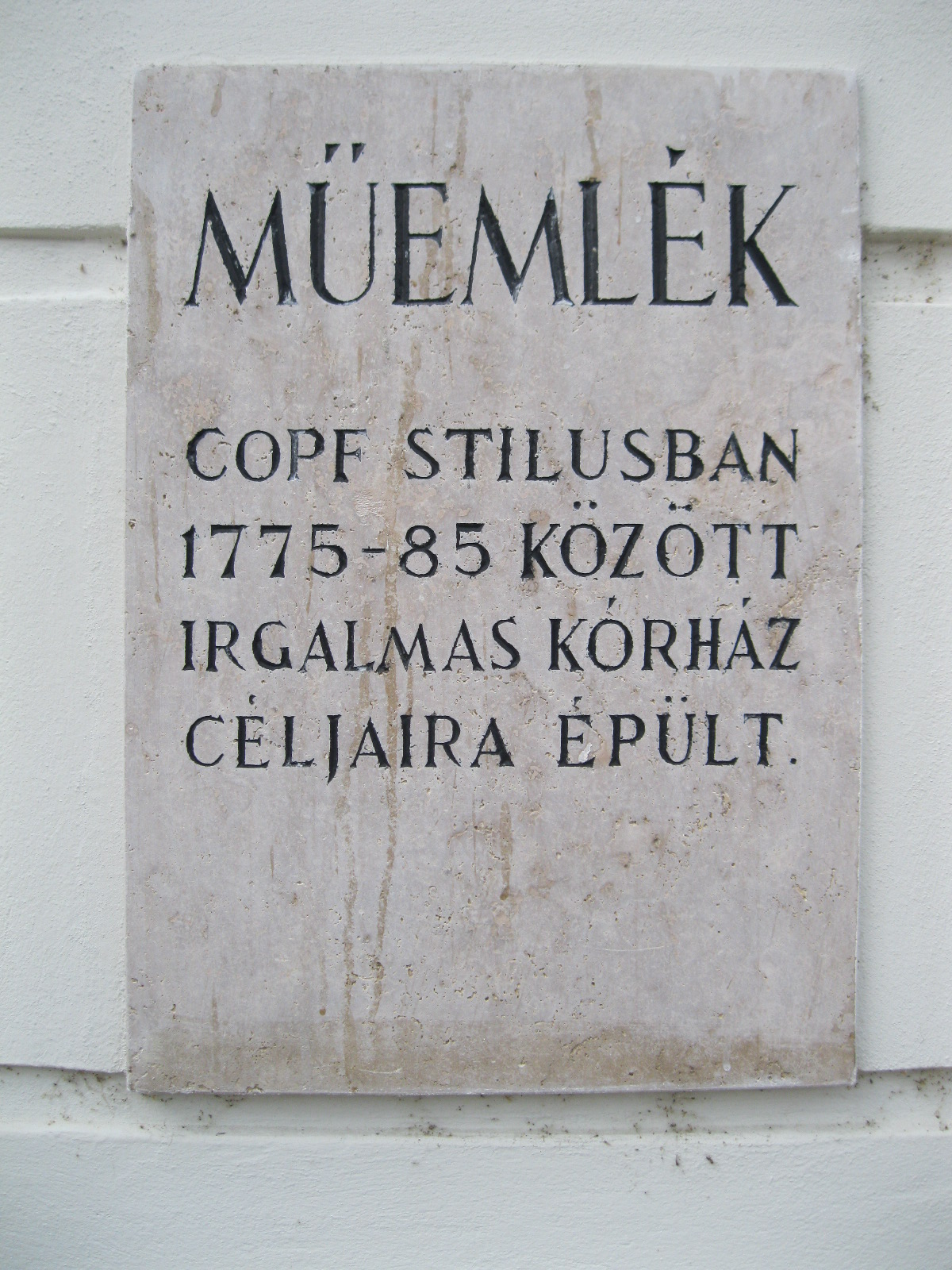
irgalmas kórház, Március 15. tér 9.
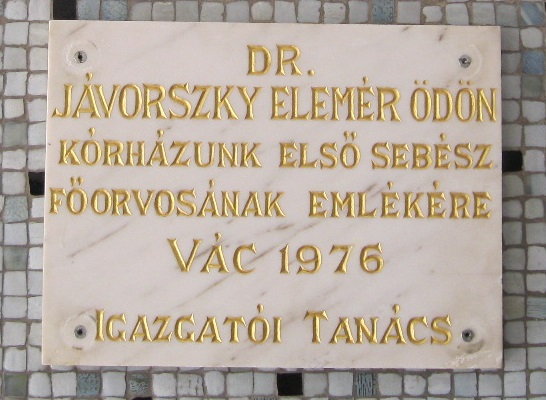
Jávorszky Ödön, Argenti Döme tér 1-3.
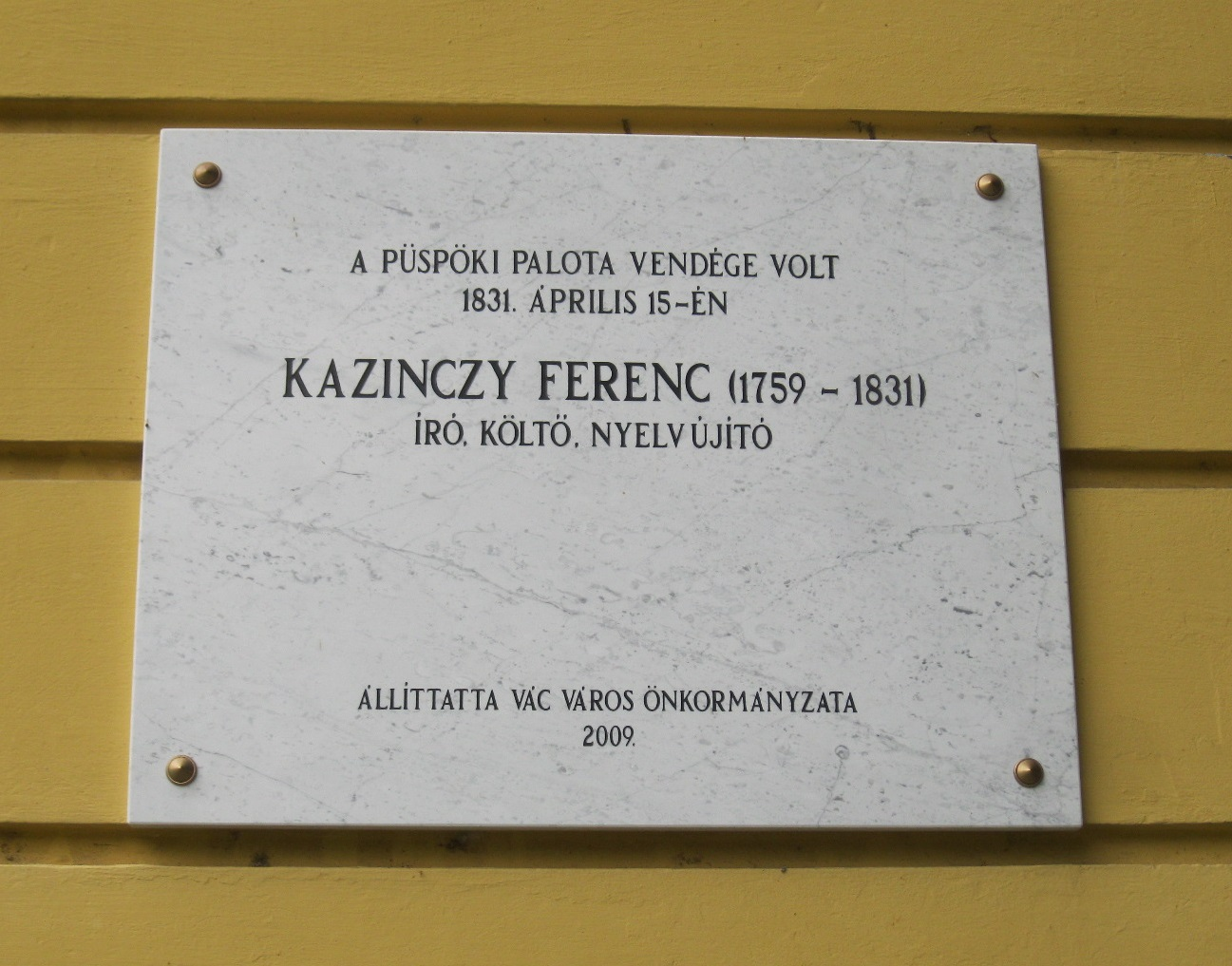
Kazinczy Ferenc, Konstantin tér 2.
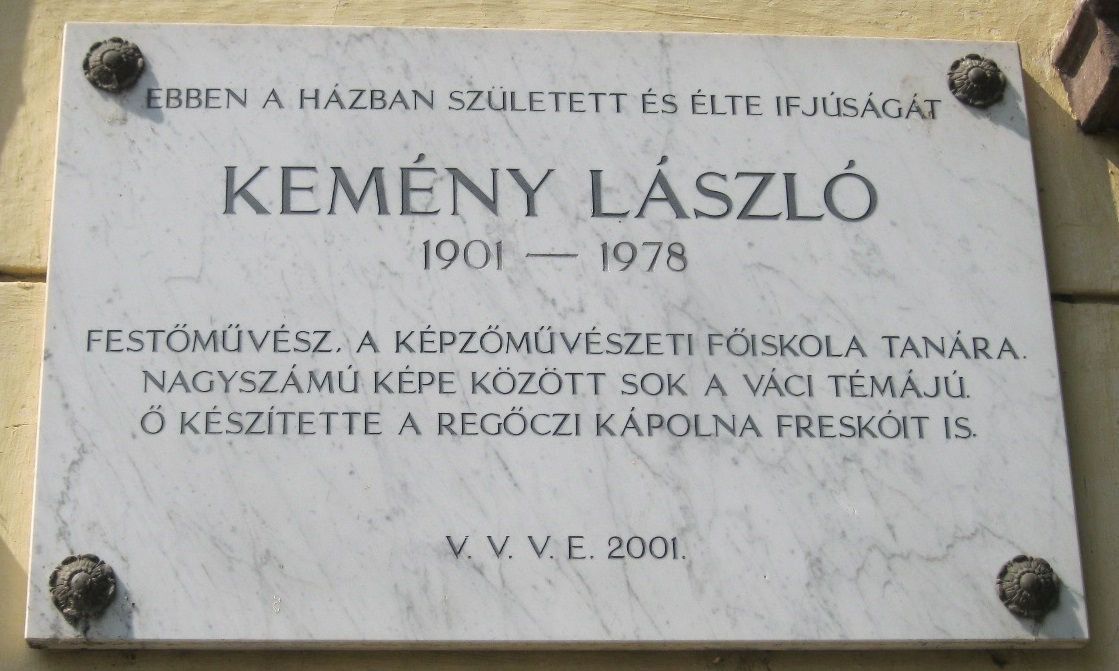
Kemény László, Rákóczi út 12.
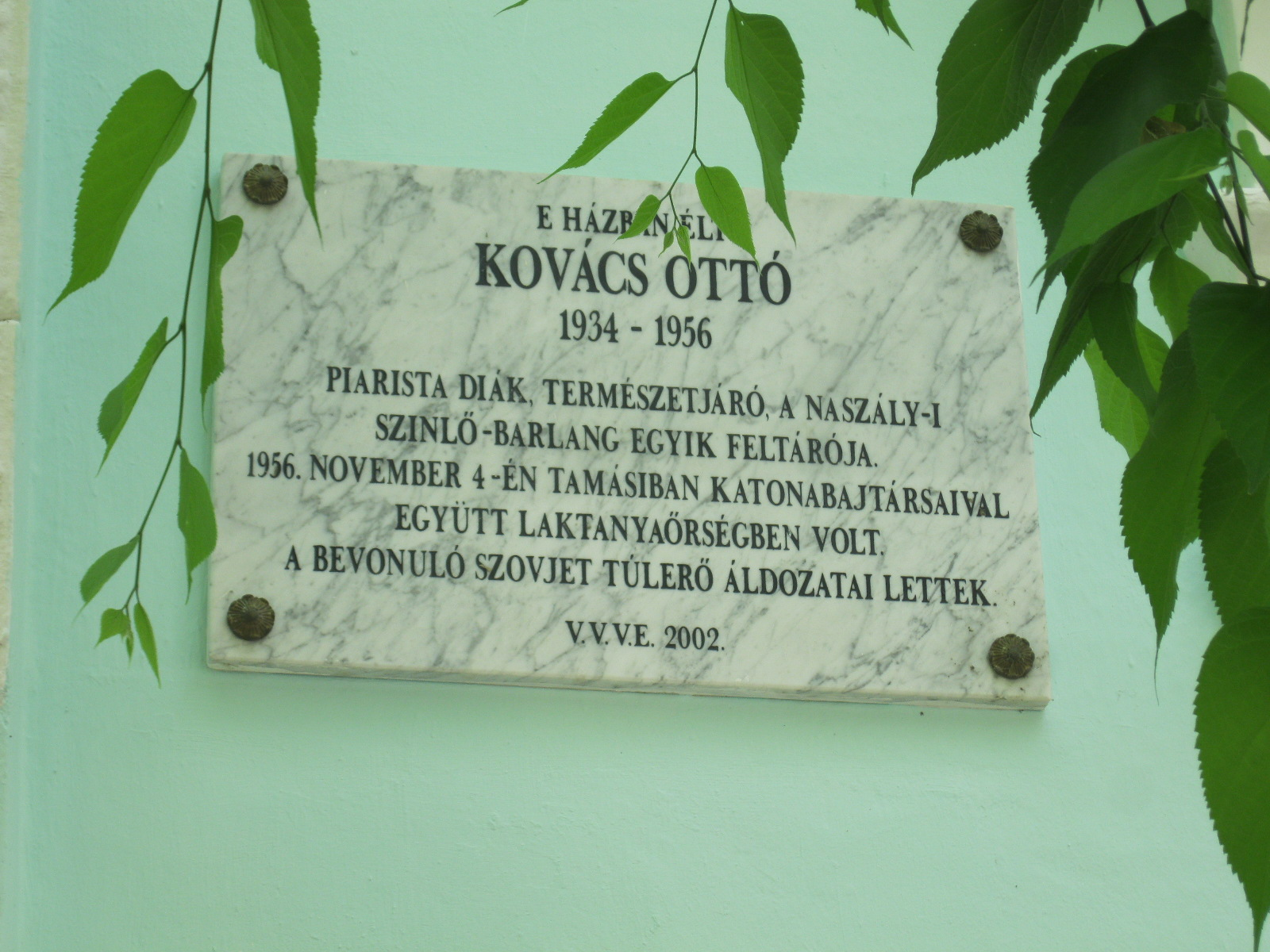
Kovács Ottó, Szent Miklós tér 1.
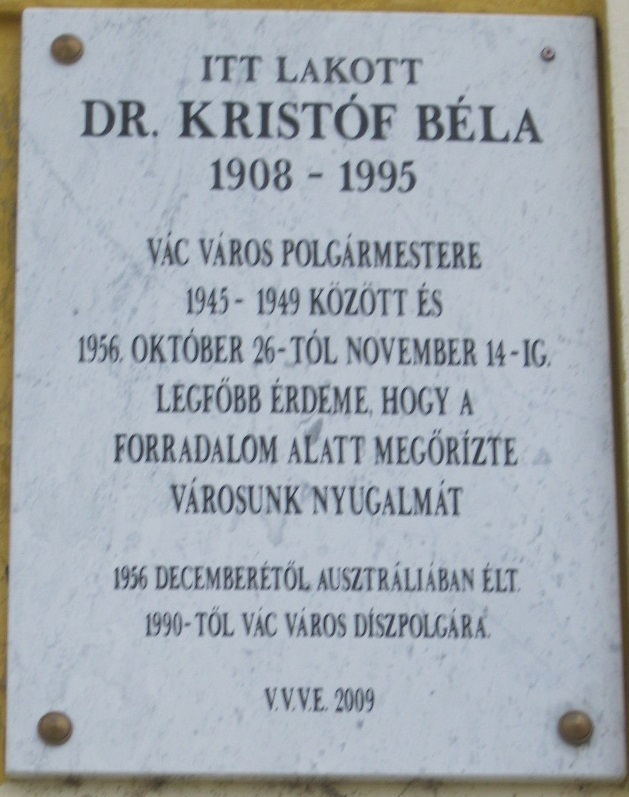
Kristóf Béla, Köztársaság út 67.
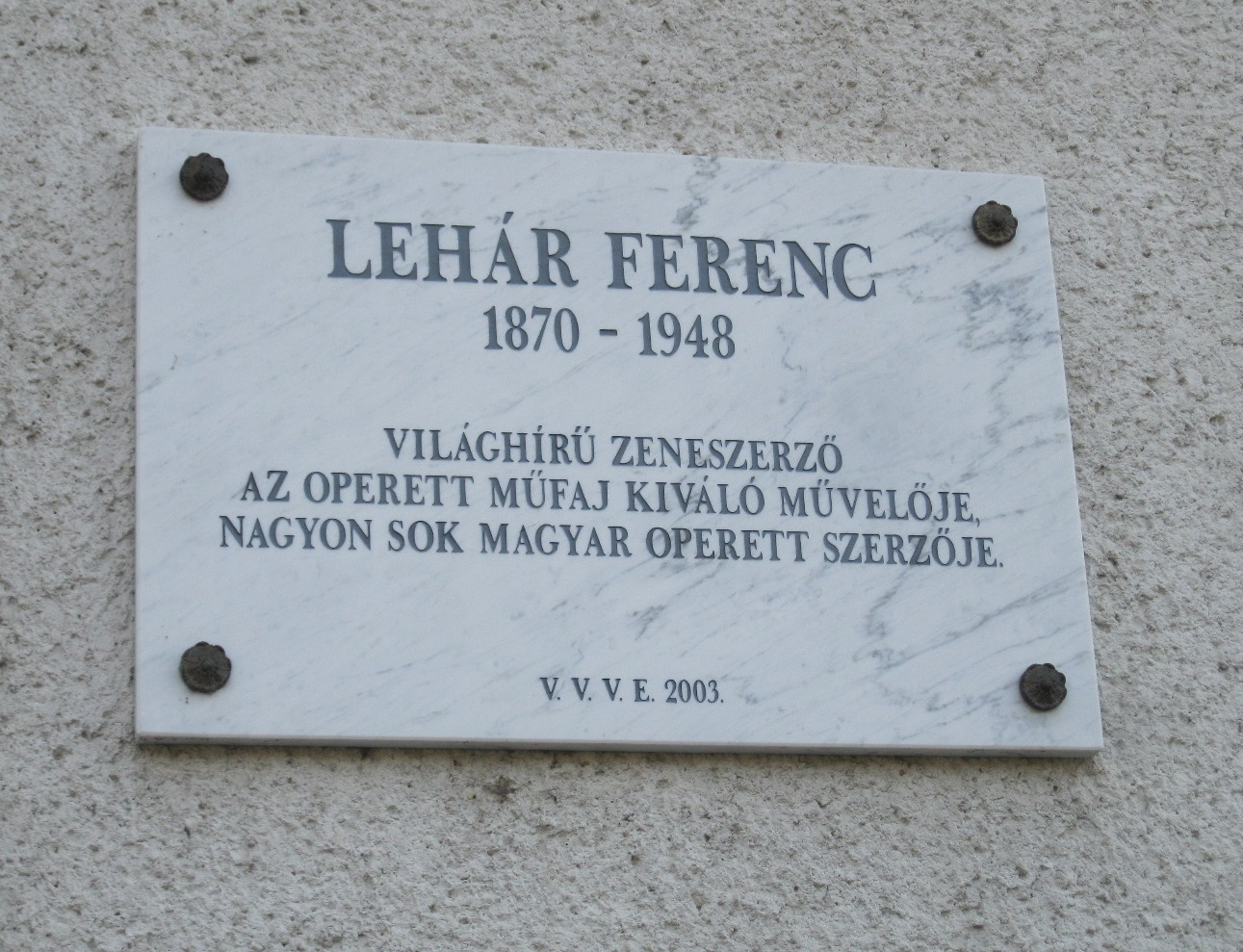
Lehár Ferenc, Bottyán utca 37. Lehár Ferenc utcai oldal.
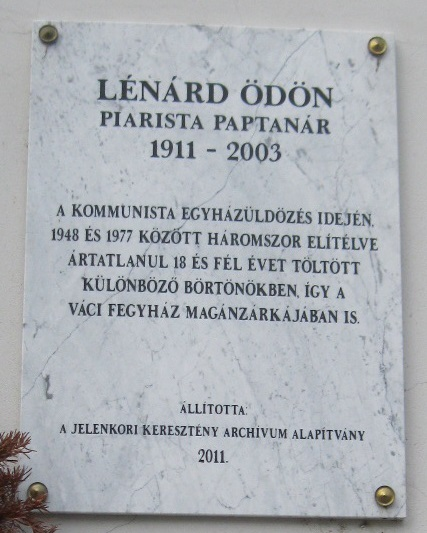
Lénárd Ödön, Köztársaság út 62-64.
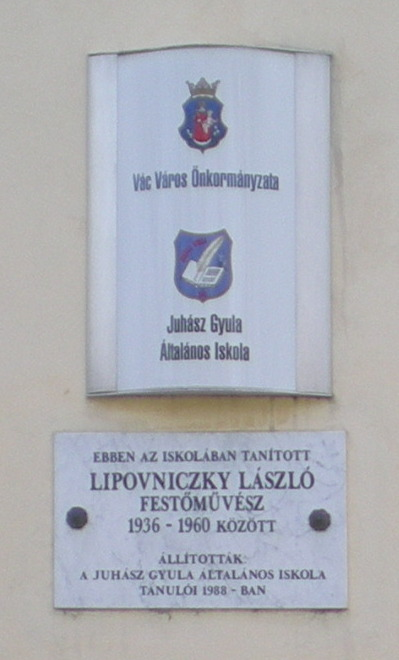
Lipovniczky László, Báthori utca 17-19.
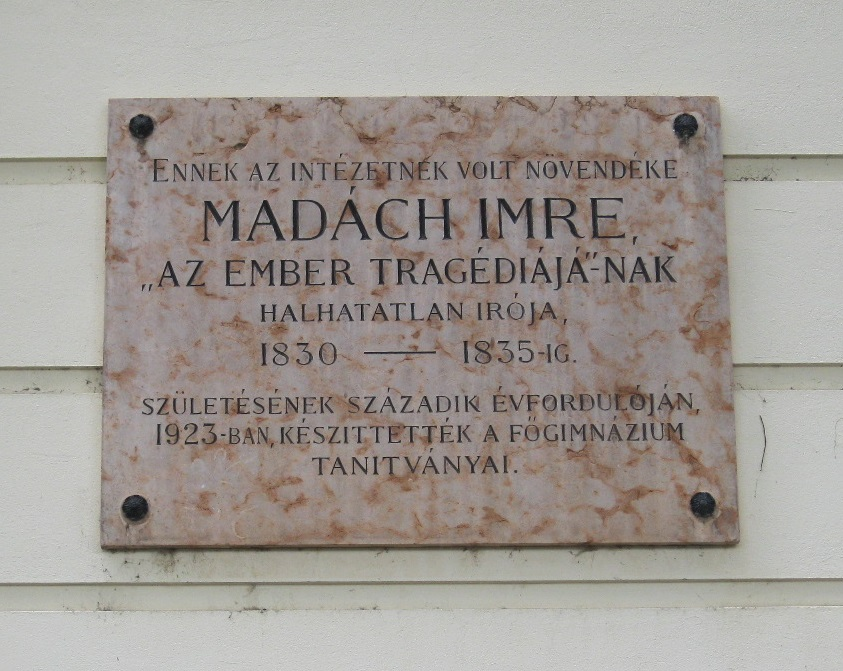
Madách Imre, Konstantin tér 4.
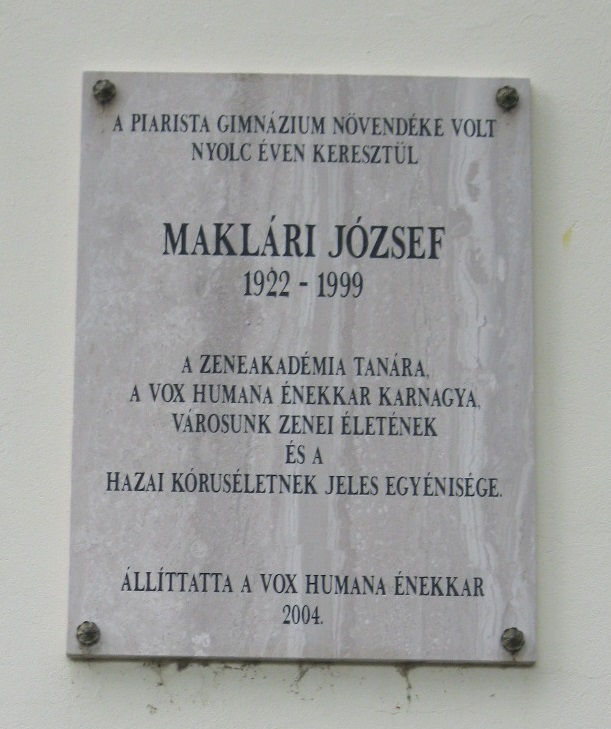
Maklári József, Konstantin tér 4.
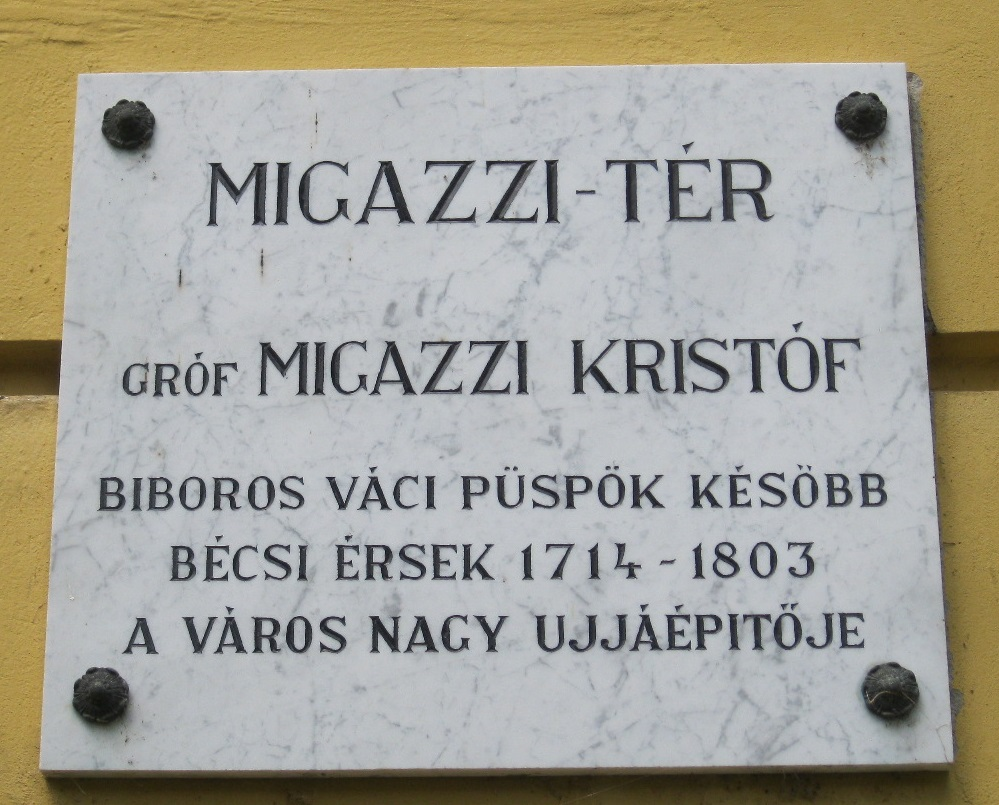
Migazzi Kristóf Antal, Migazzi Kristóf tér 1.
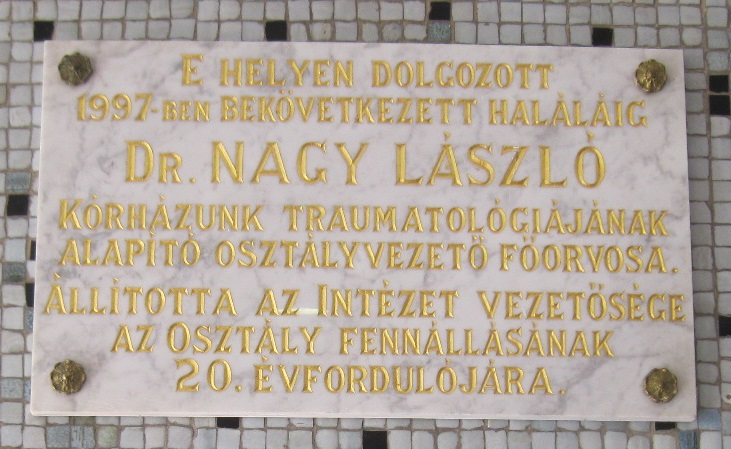
Nagy László, Argenti Döme tér 1-3.
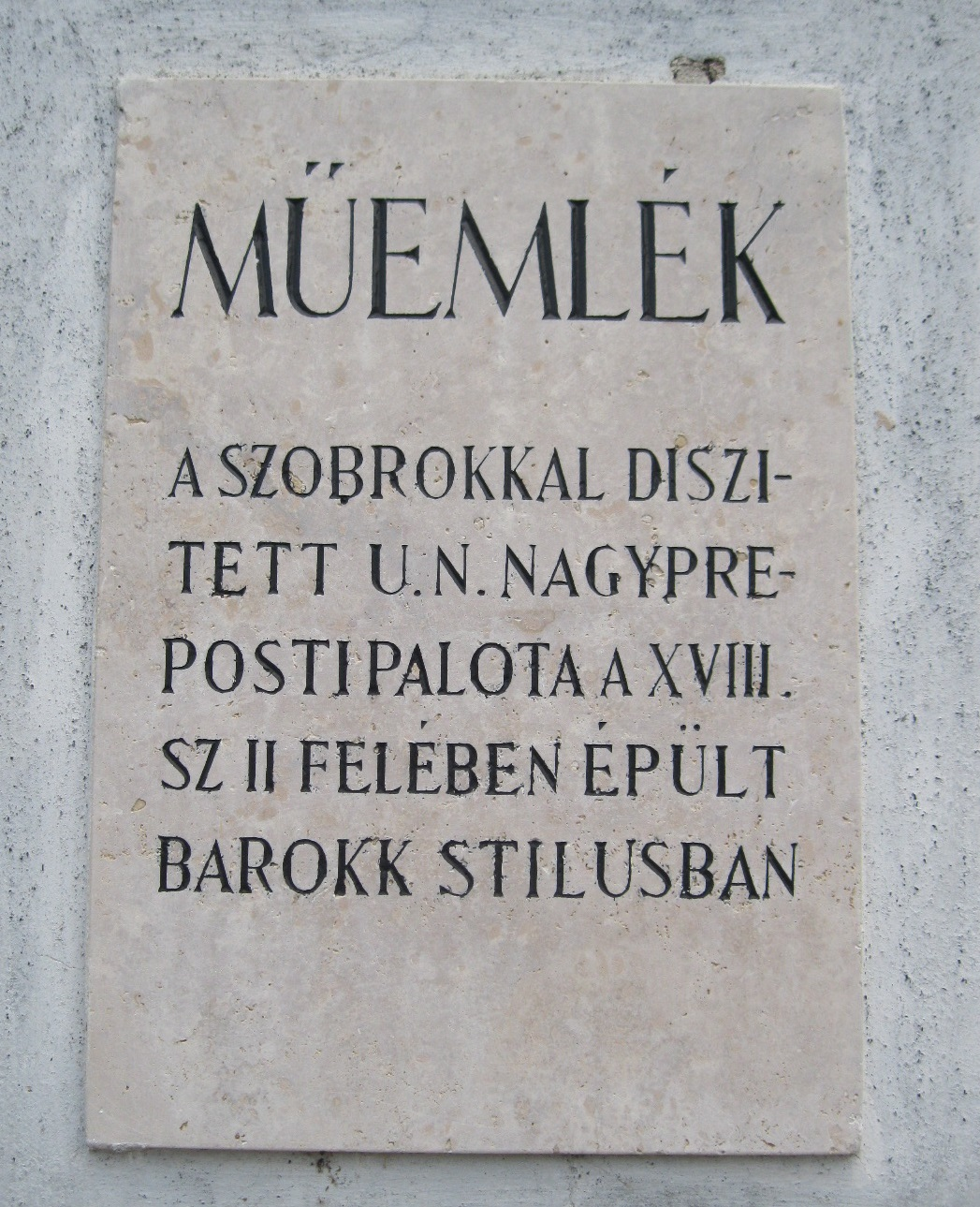
nagypréposti palota, Március 15. tér 4.
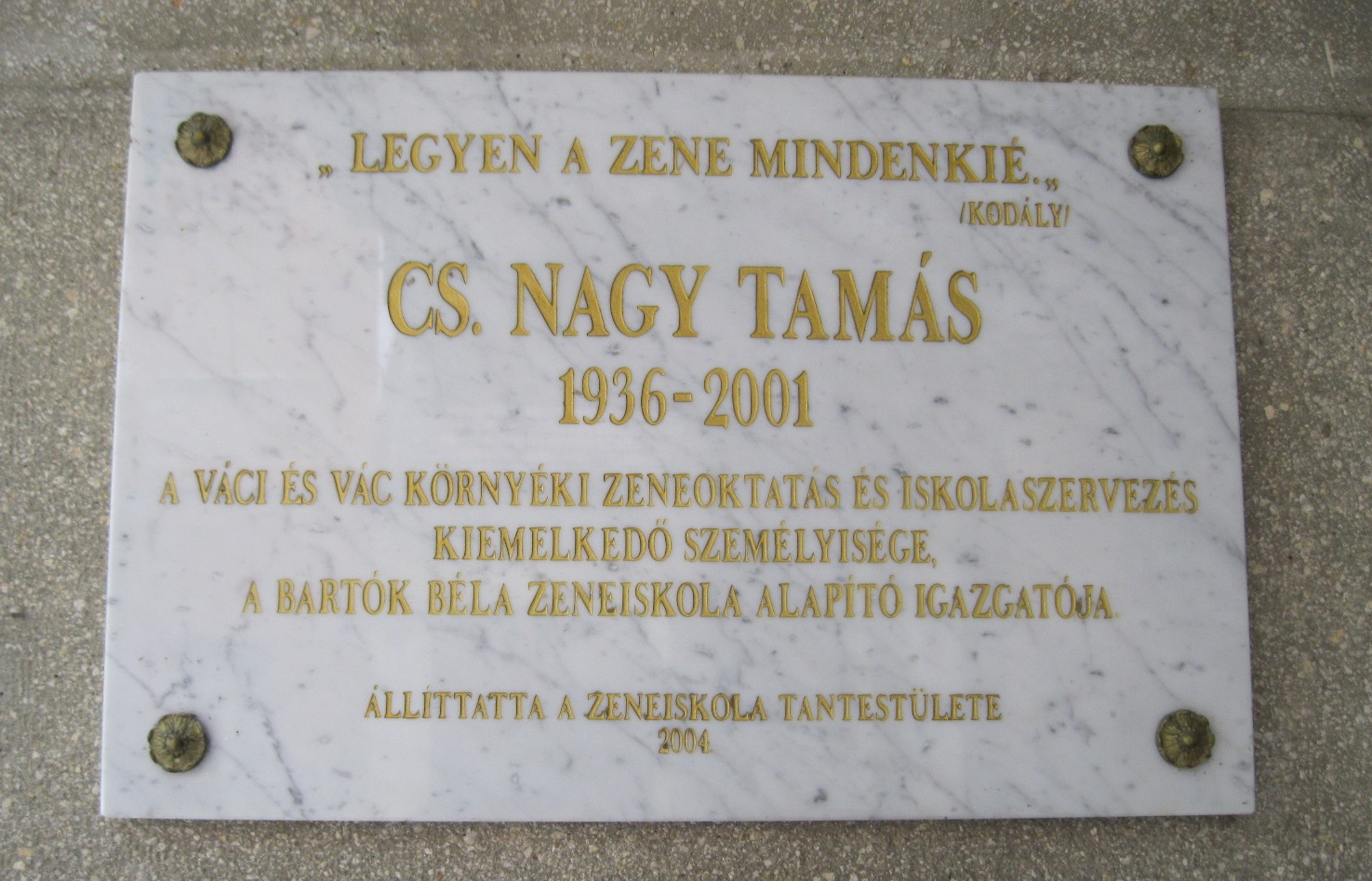
Cs. Nagy Tamás, Konstantin tér 8.
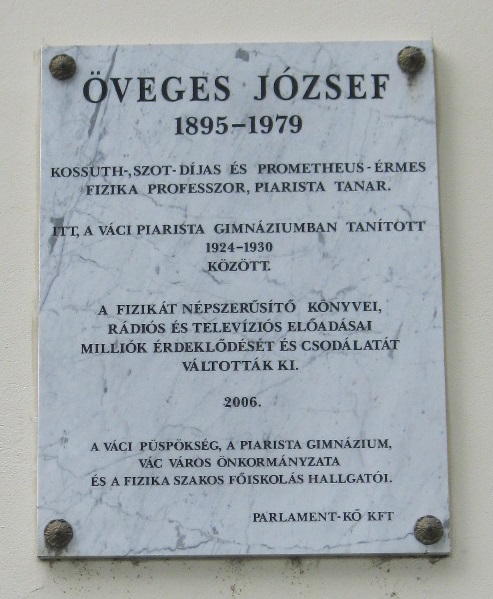
Öveges József, Konstantin tér 4.
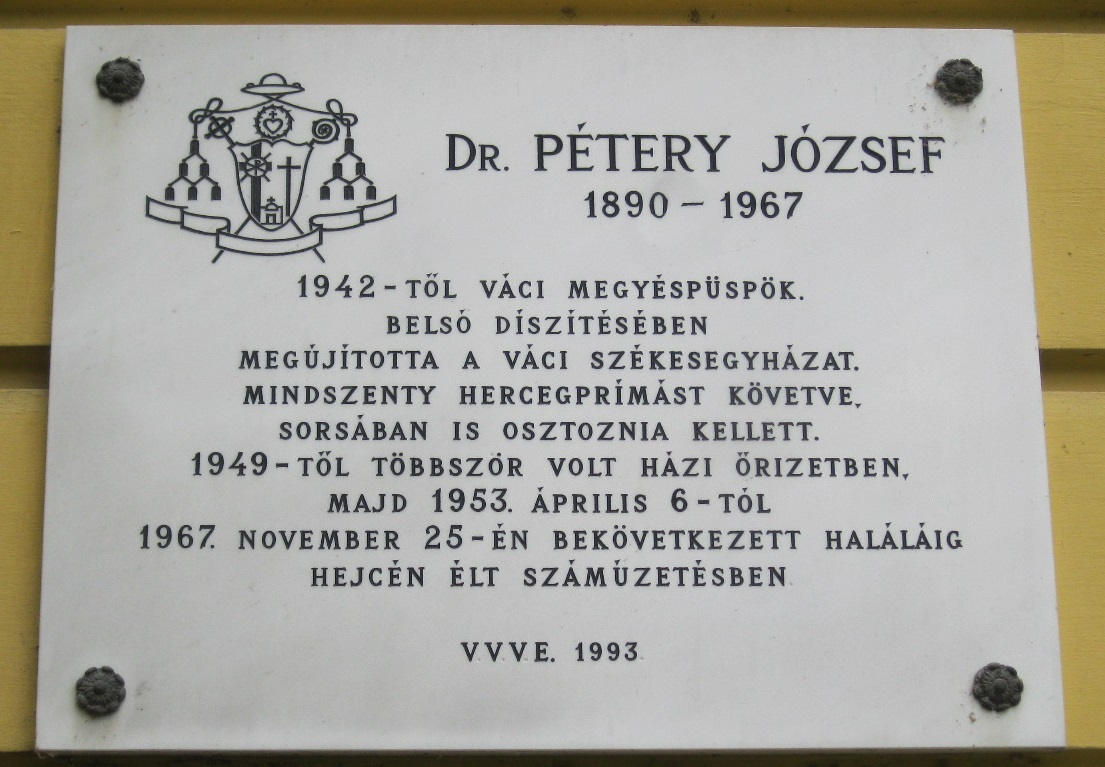
Pétery József, Konstantin tér 2.
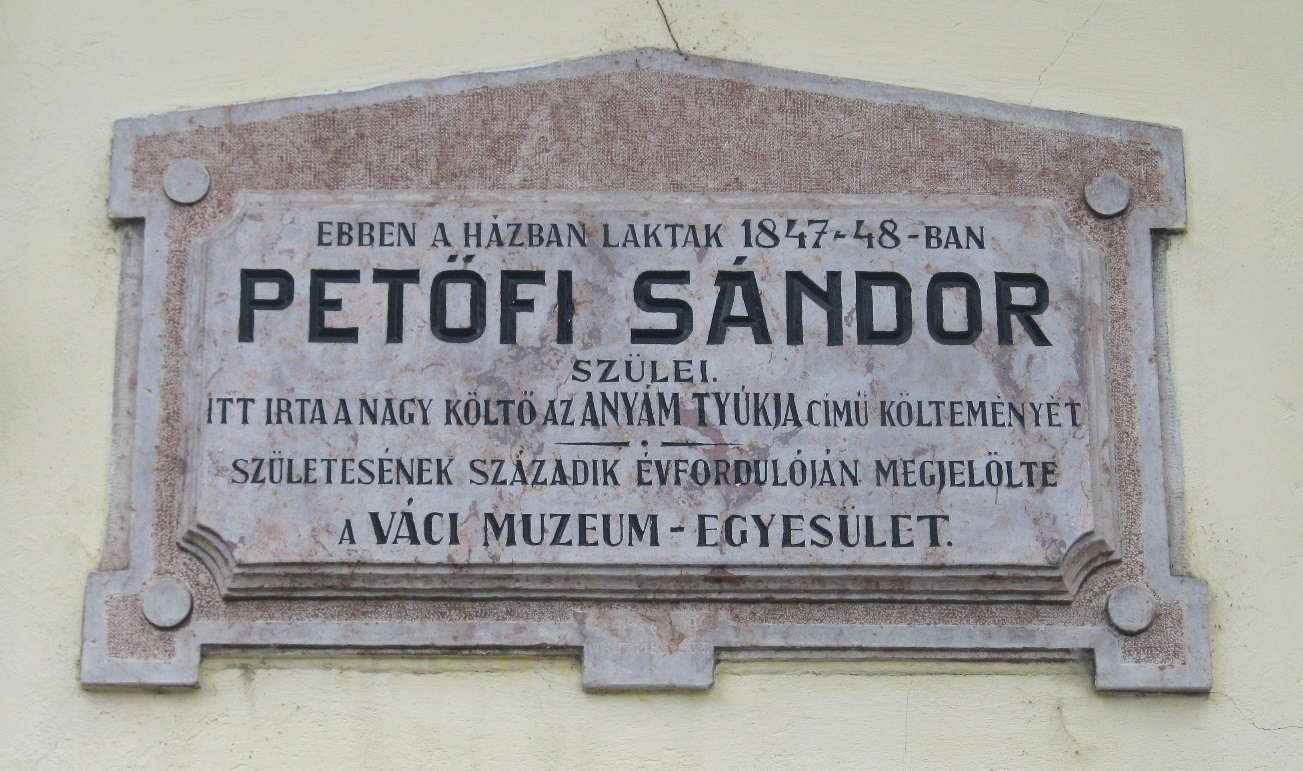
Petőfi Sándor, Báthori utca 15.
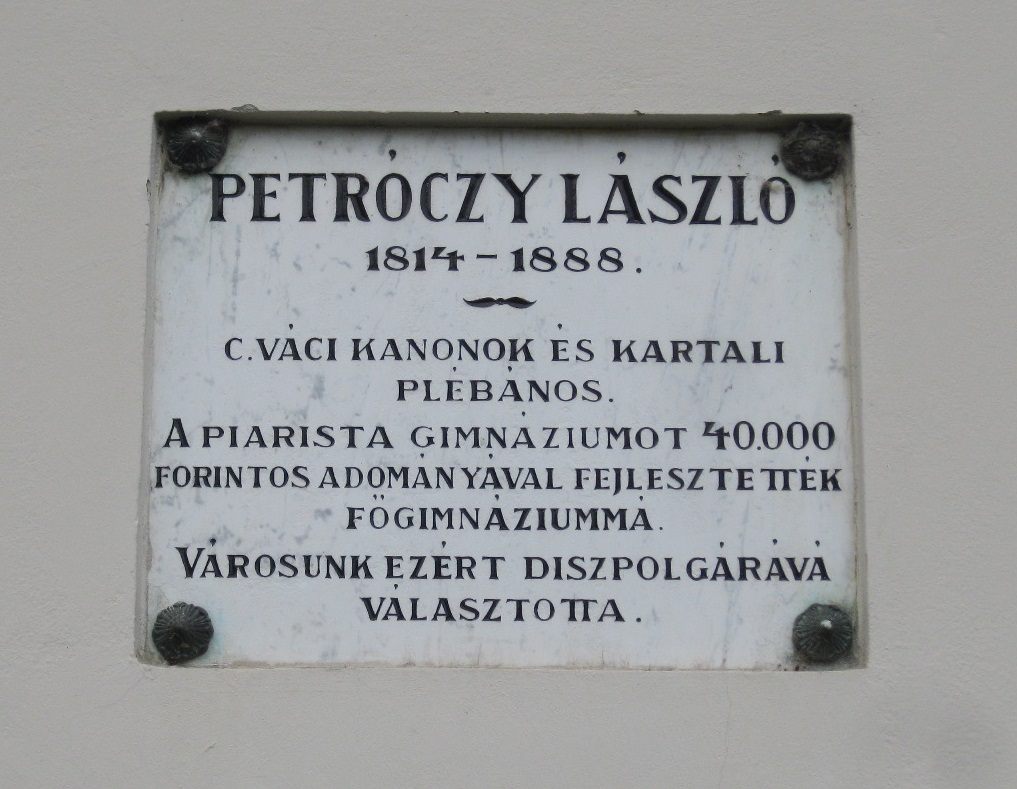
Petróczy László, Petróczy utca 1.
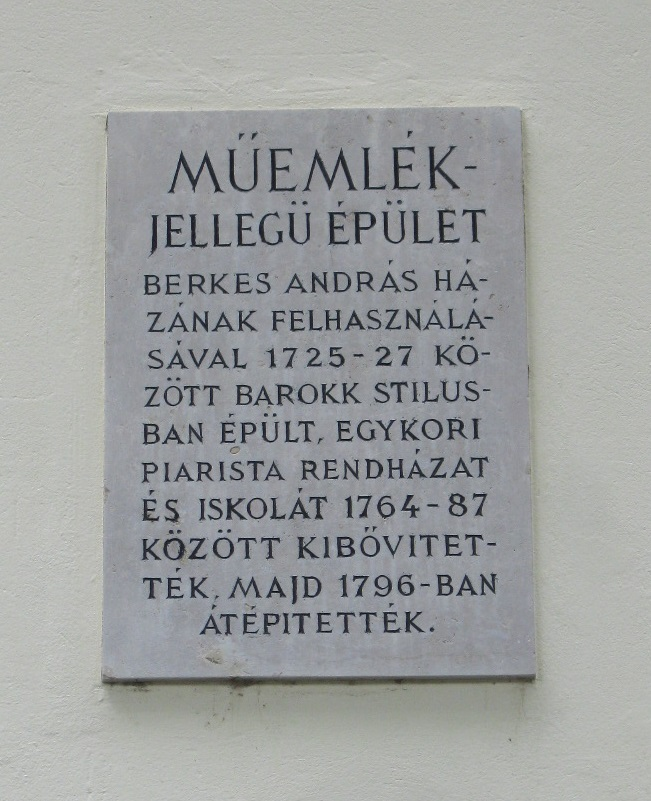
piarista rendház és iskola, Konstantin tér 4.
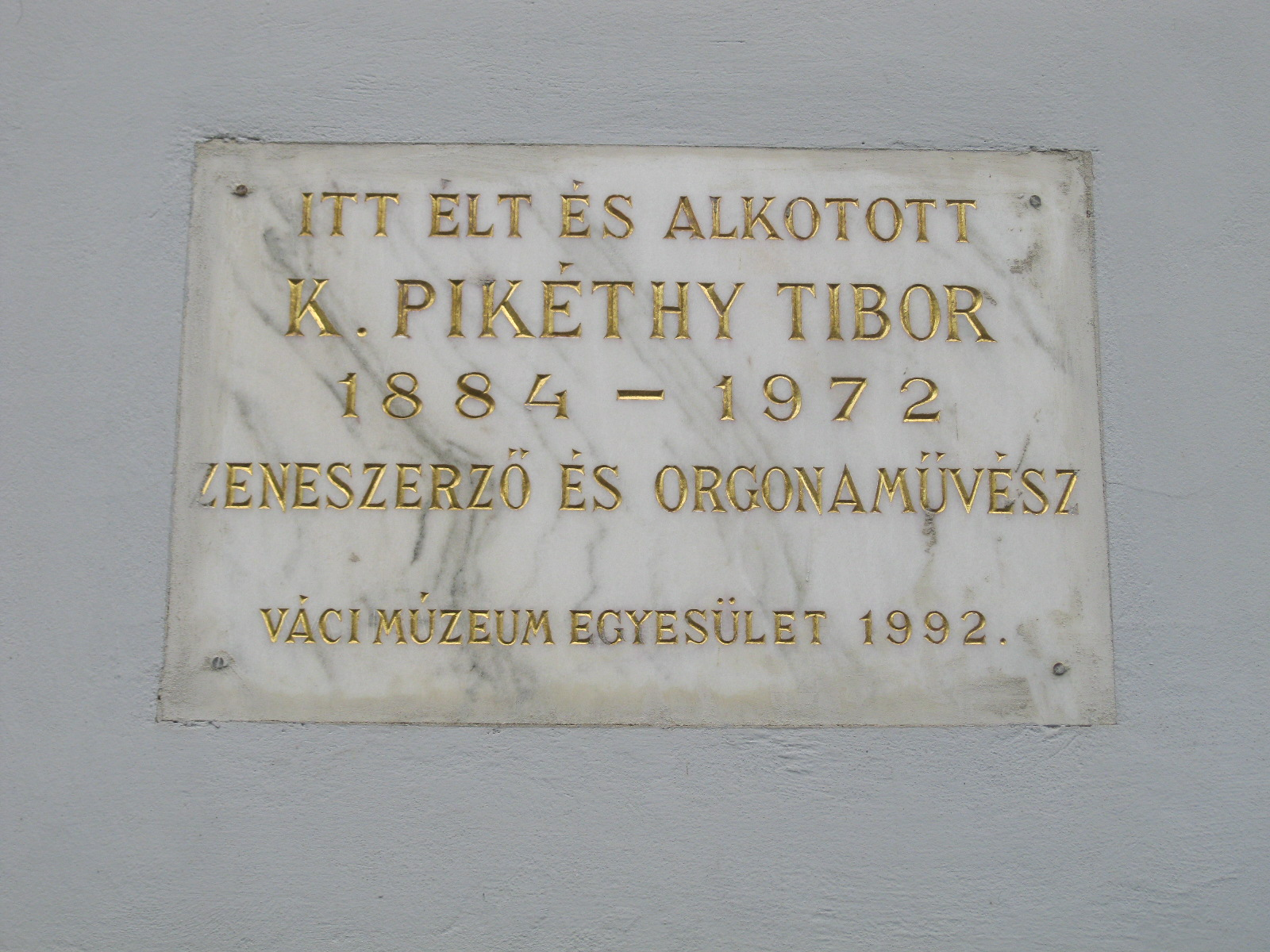
K. Pikéthy Tibor, Migazzi Kristóf tér 2.
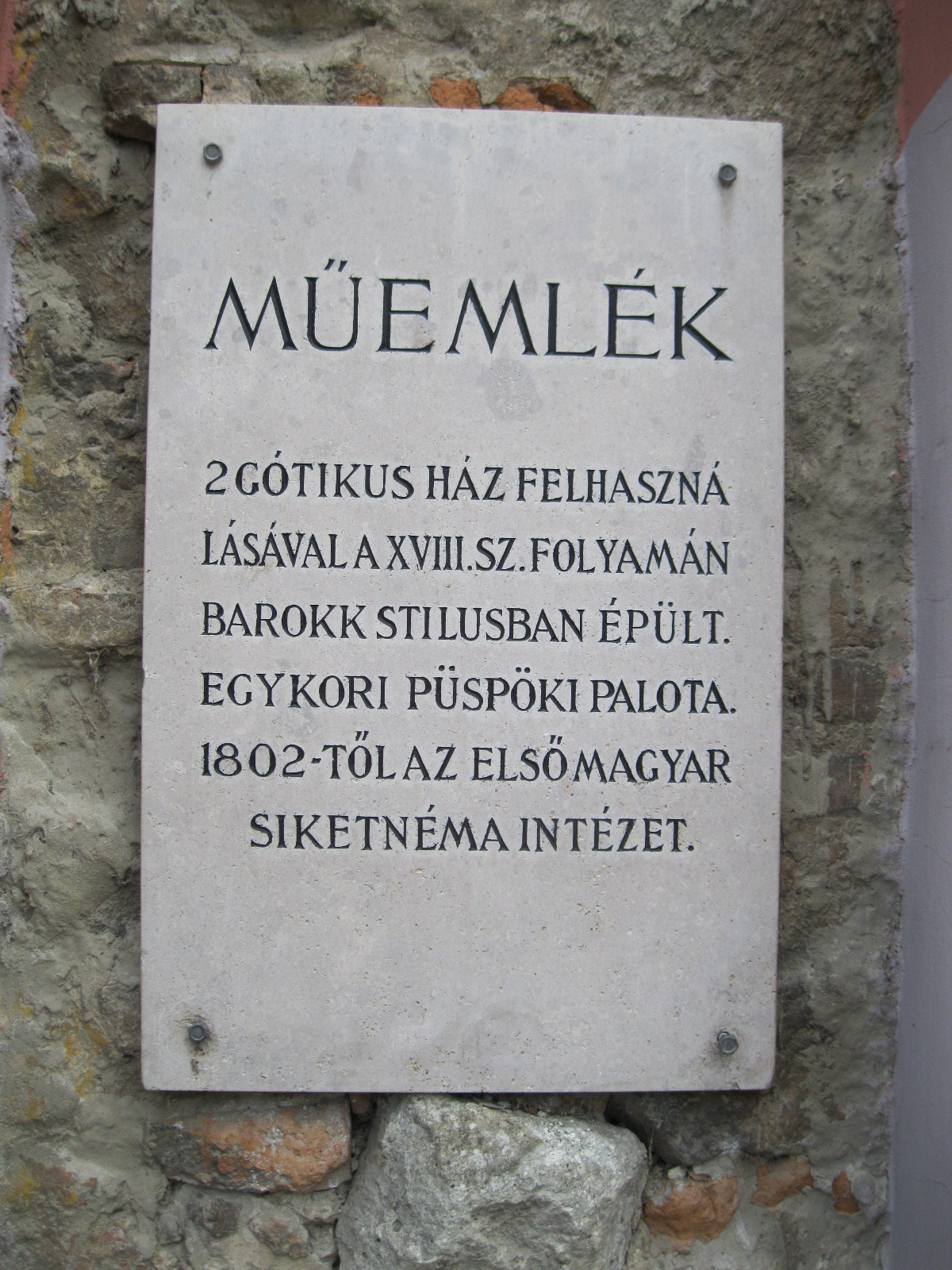
régi püspöki palota, Március 15. tér 6.
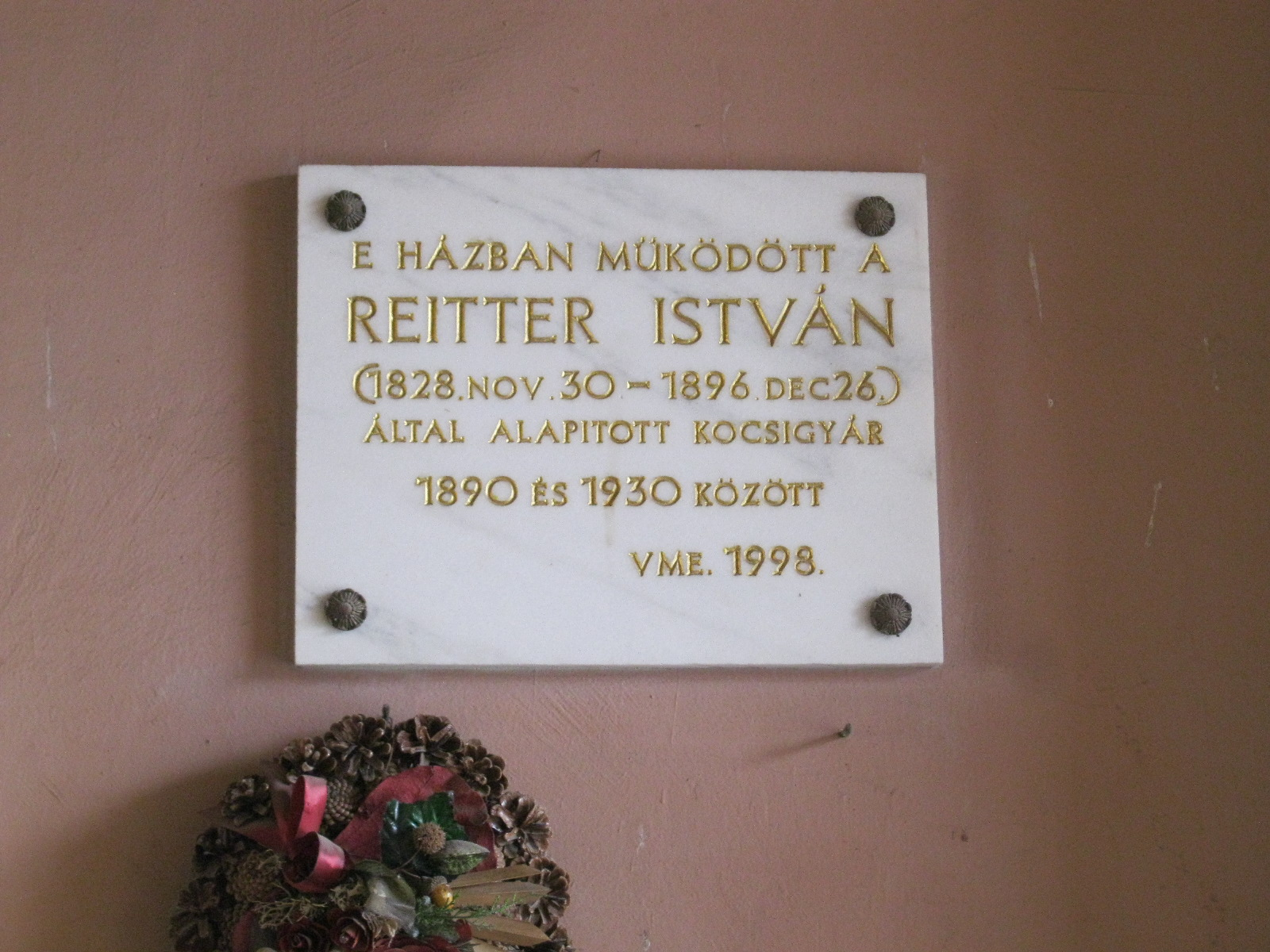
Reitter István, Káptalan utca 16.
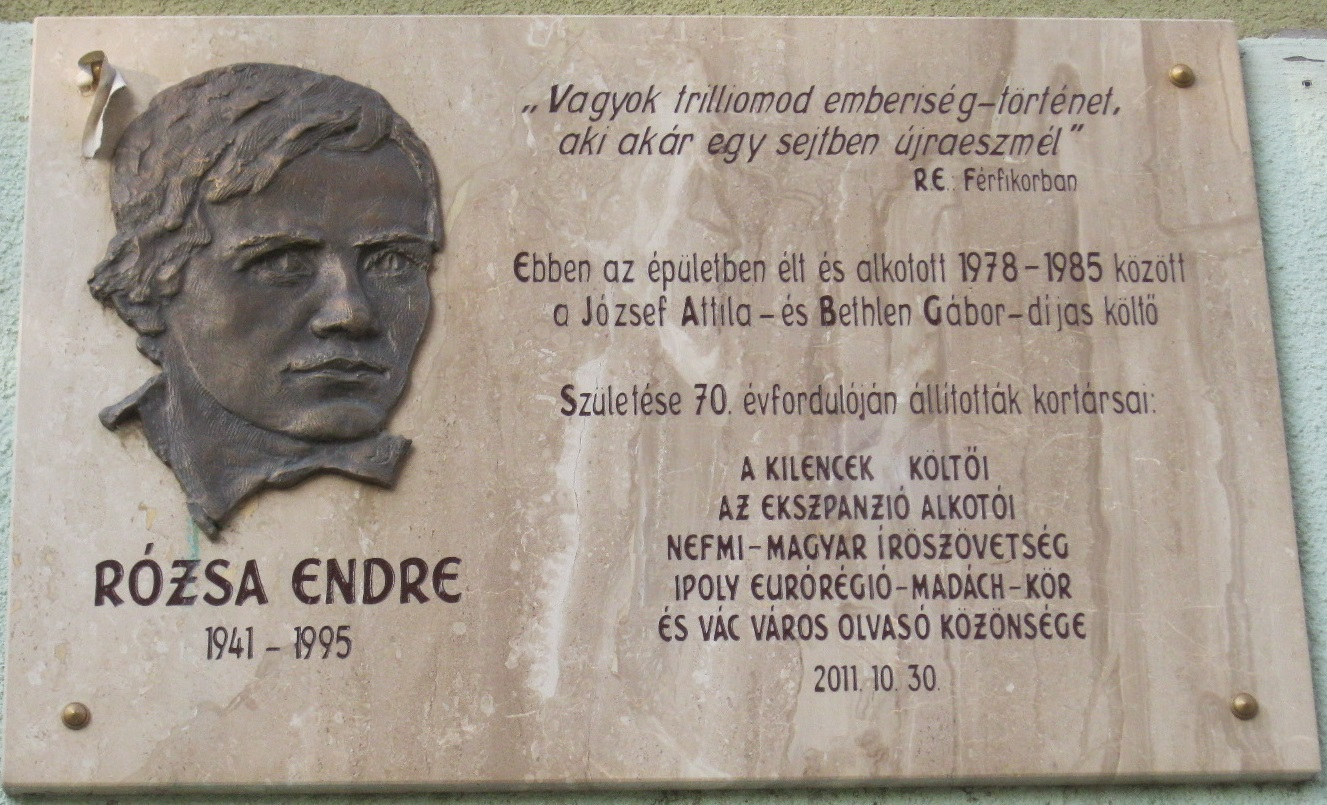
Rózsa Endre, Vám utca 14.
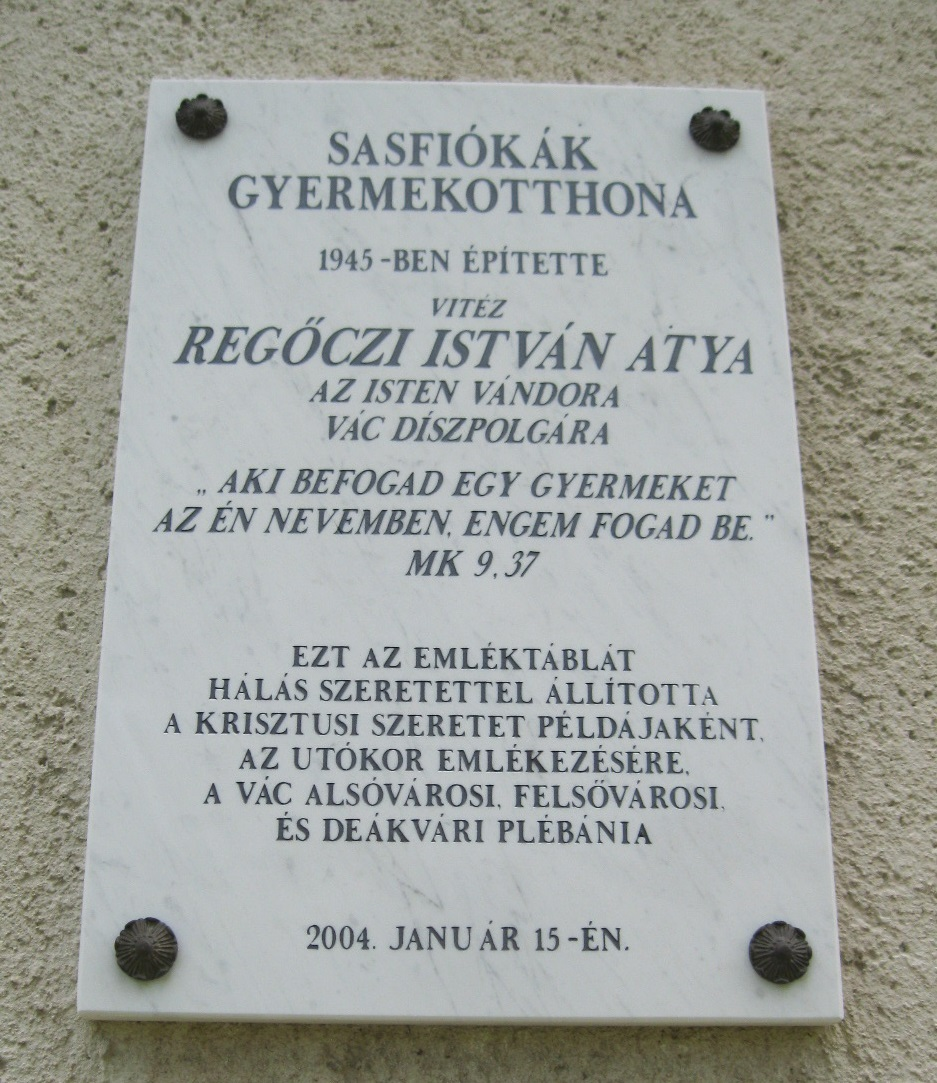
Sasfiókák gyermekotthona, Rákóczi tér
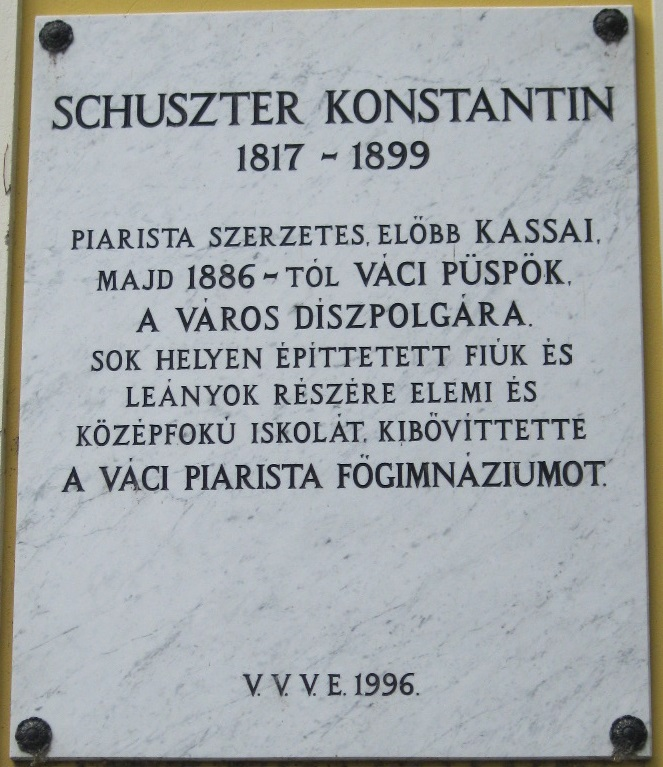
Schuszter Konstantin, Konstantin tér 4.
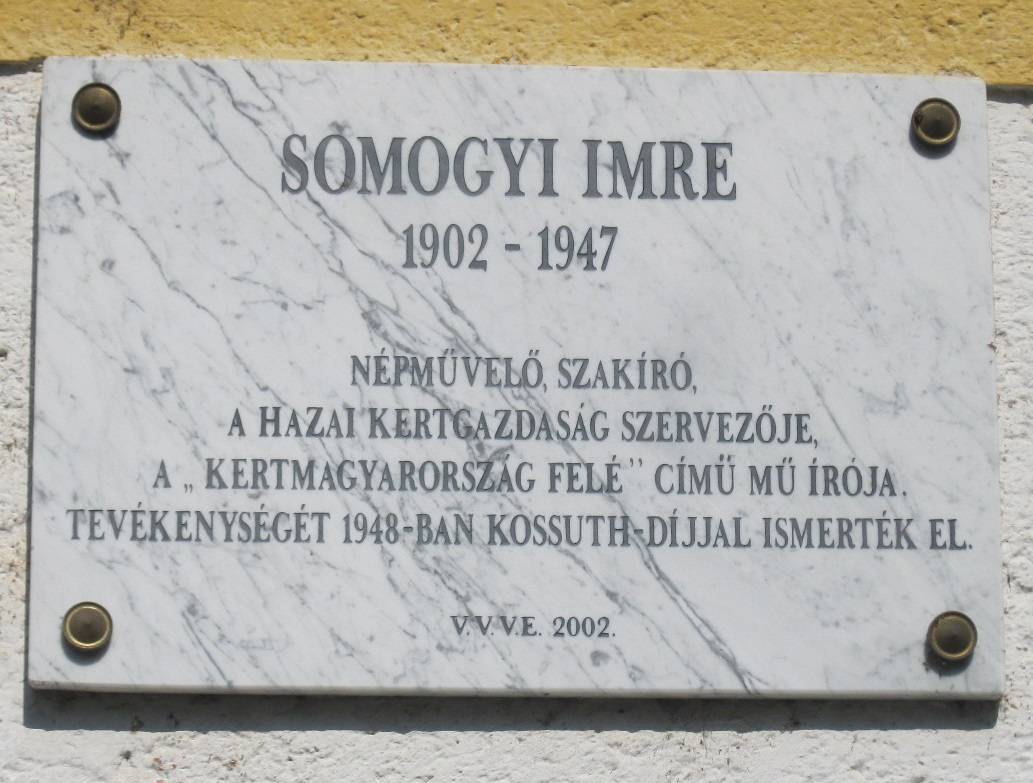
Somogyi Imre, Somogyi Imre utca 36.
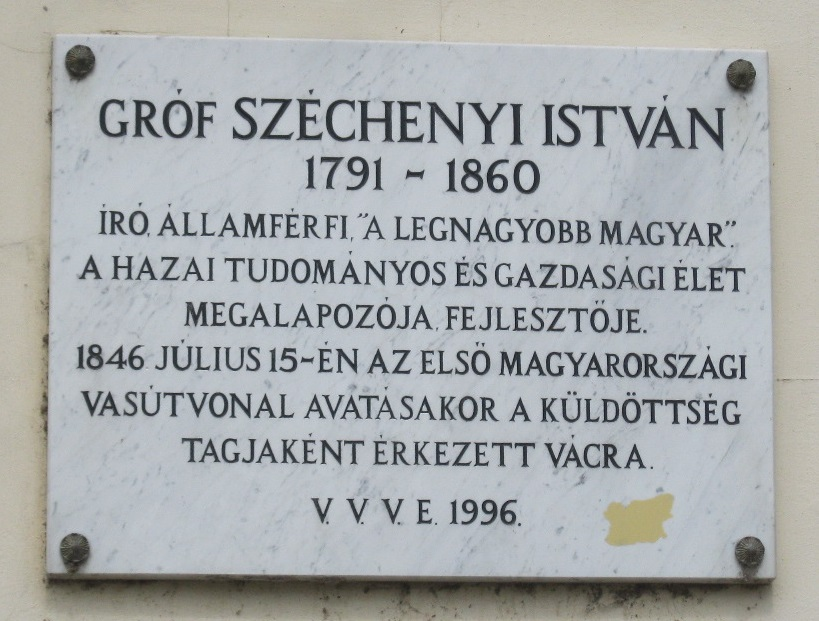
Széchenyi István, Széchenyi utca 2.
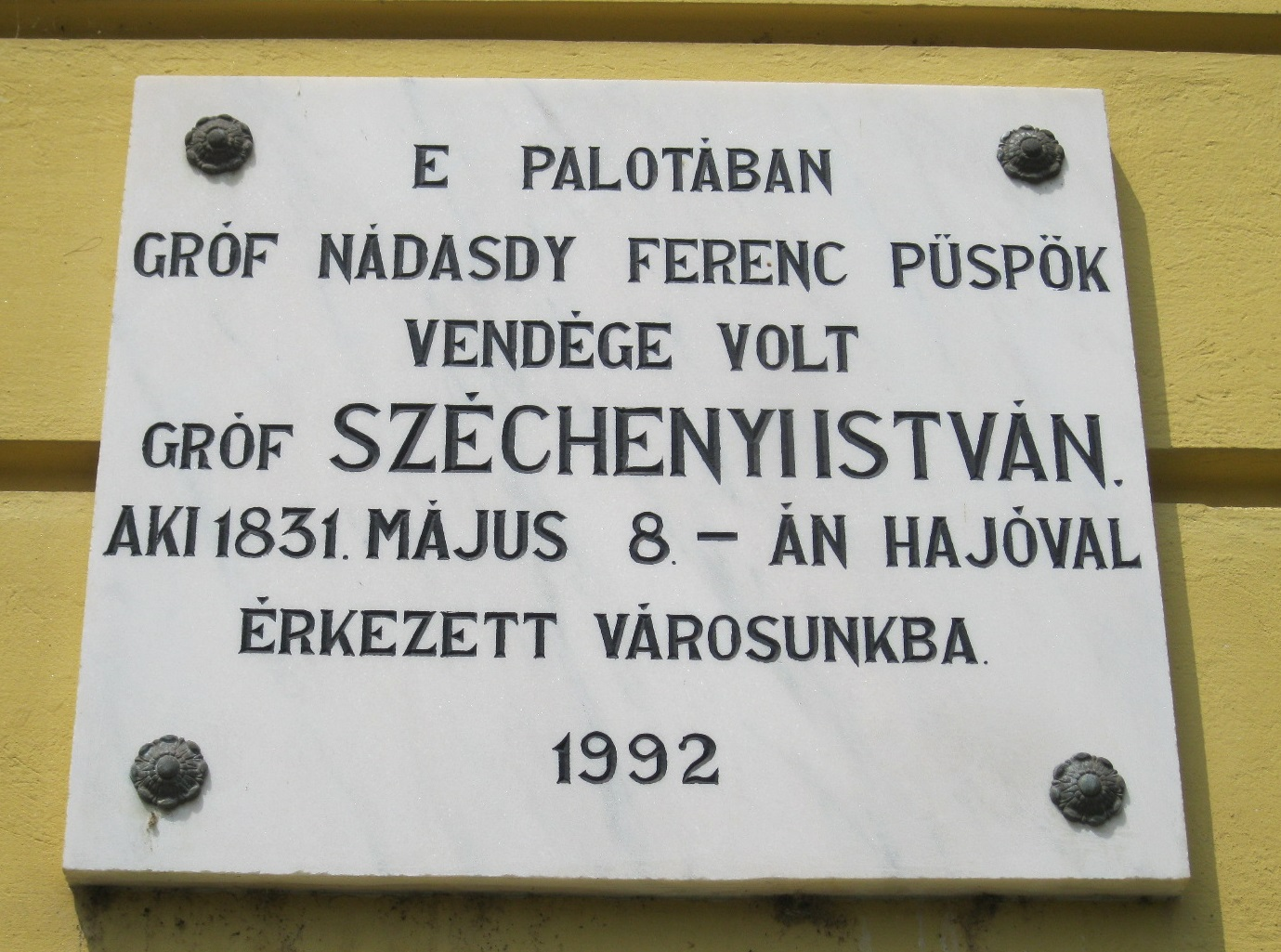
Széchenyi István, Migazzi Kristóf tér 1.
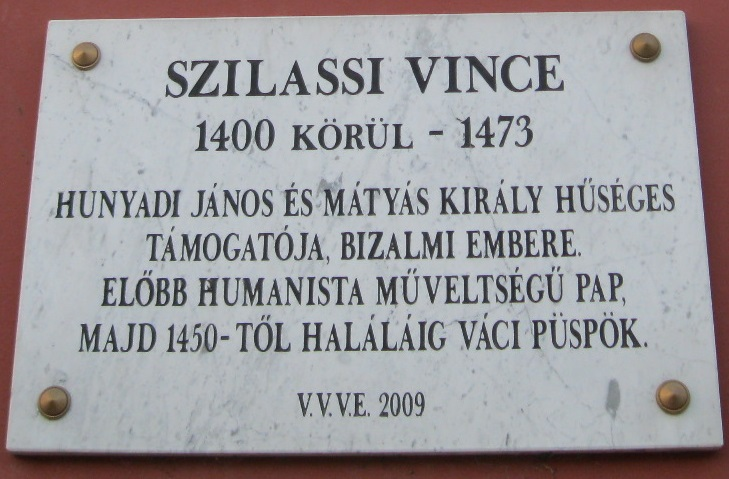
Szilassi Vince, Szilassy utca 1.
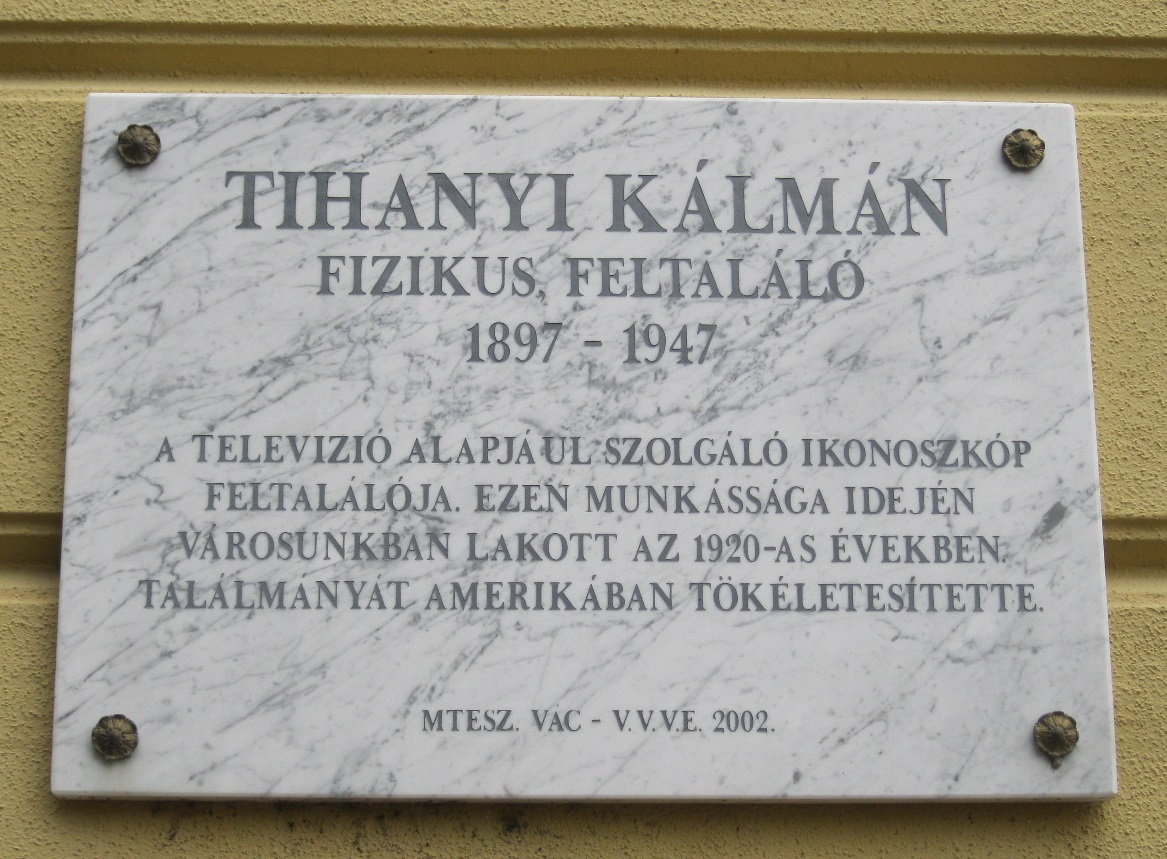
Tihanyi Kálmán, Köztársaság út 19.
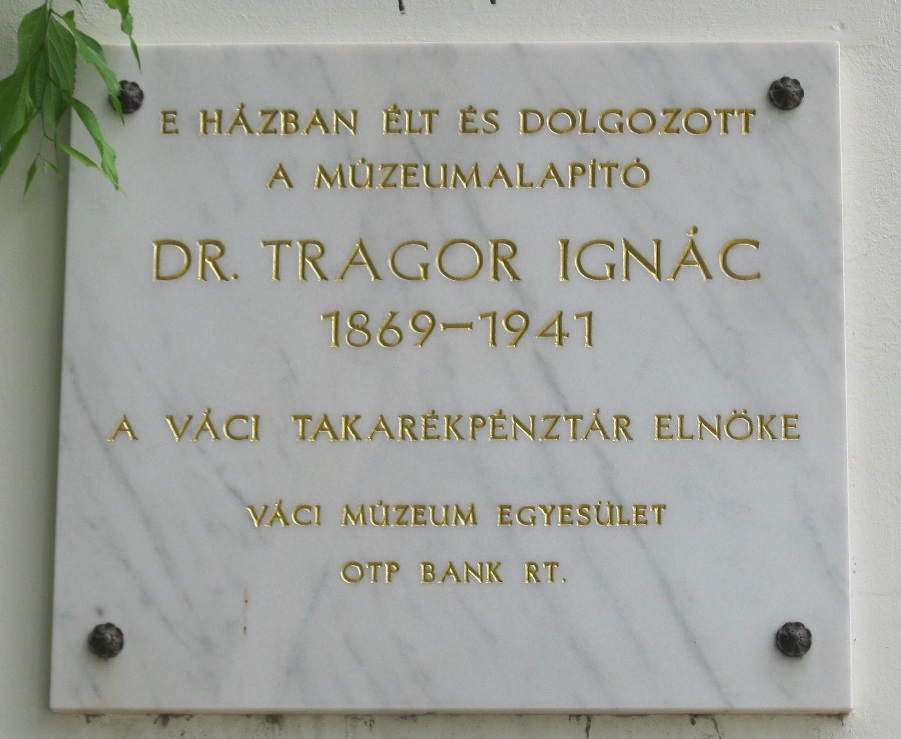
Tragor Ignác, Március 15. tér 12.
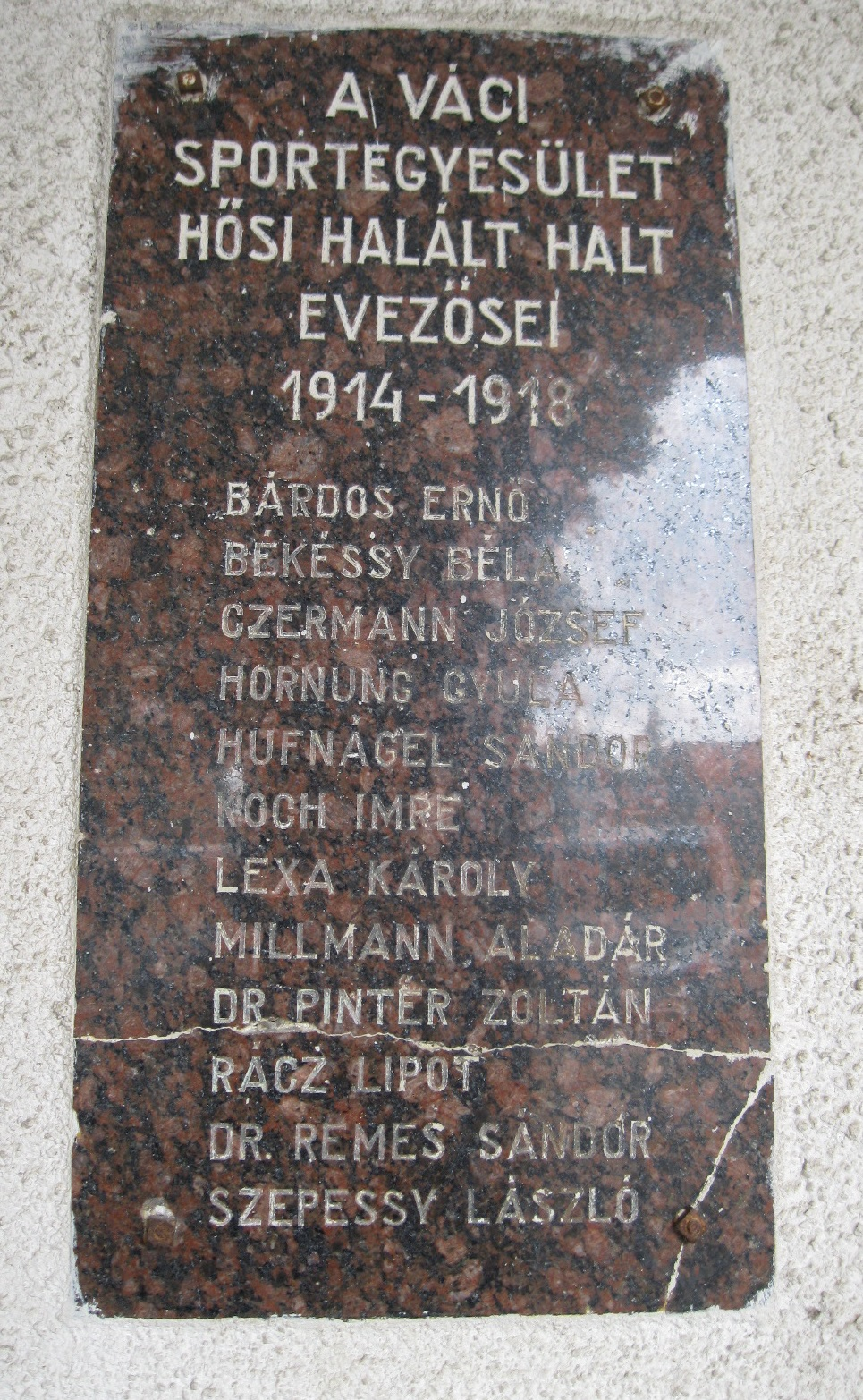
Váci SE hősi halált halt evezősei, Liszt Ferenc sétány 12.
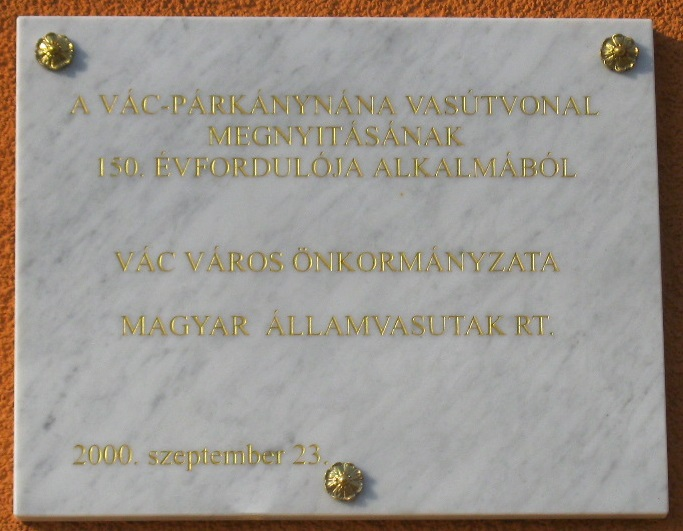
Vác–Párkánynána vasútvonal megnyitása, Széchenyi utca 42.
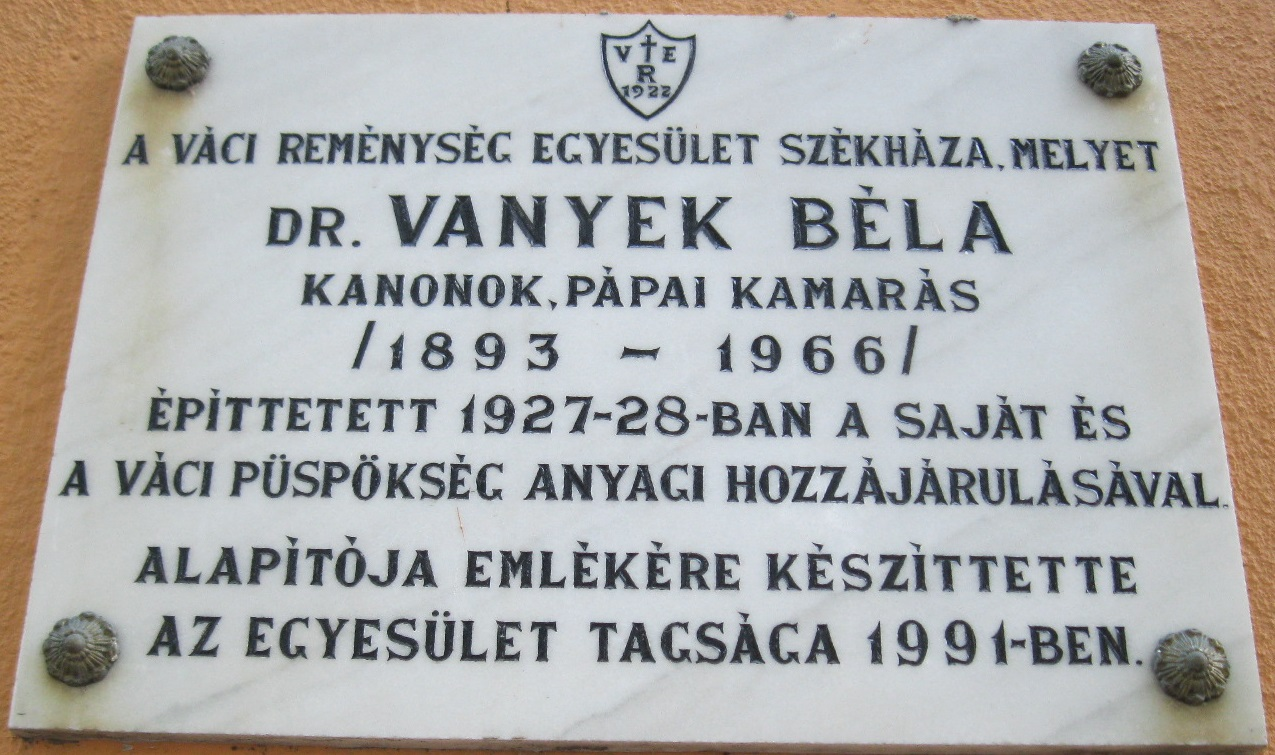
Vanyek Béla, Dr. Csányi László körút 58.
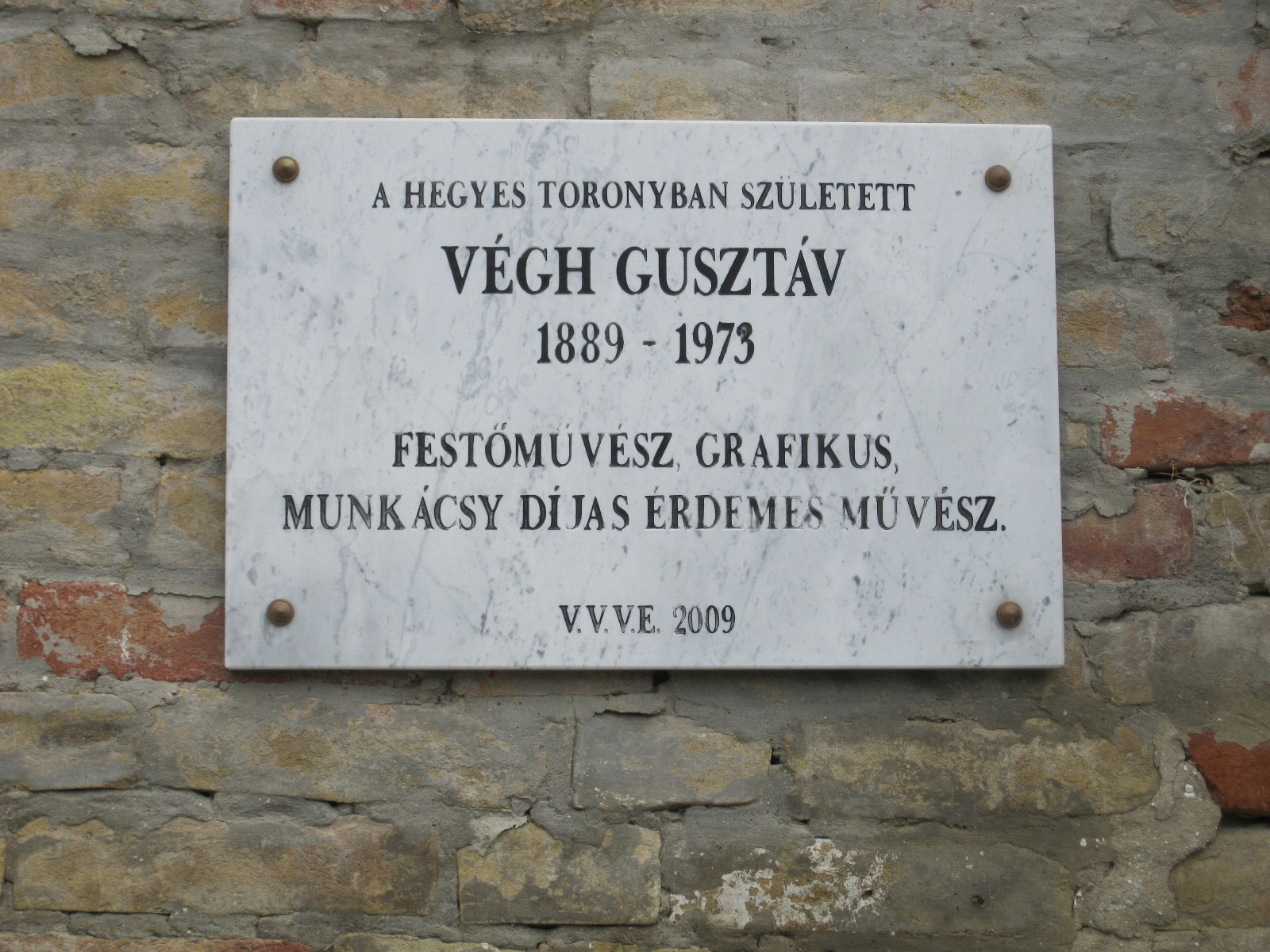
Végh Gusztáv, Liszt Ferenc sétány 11.
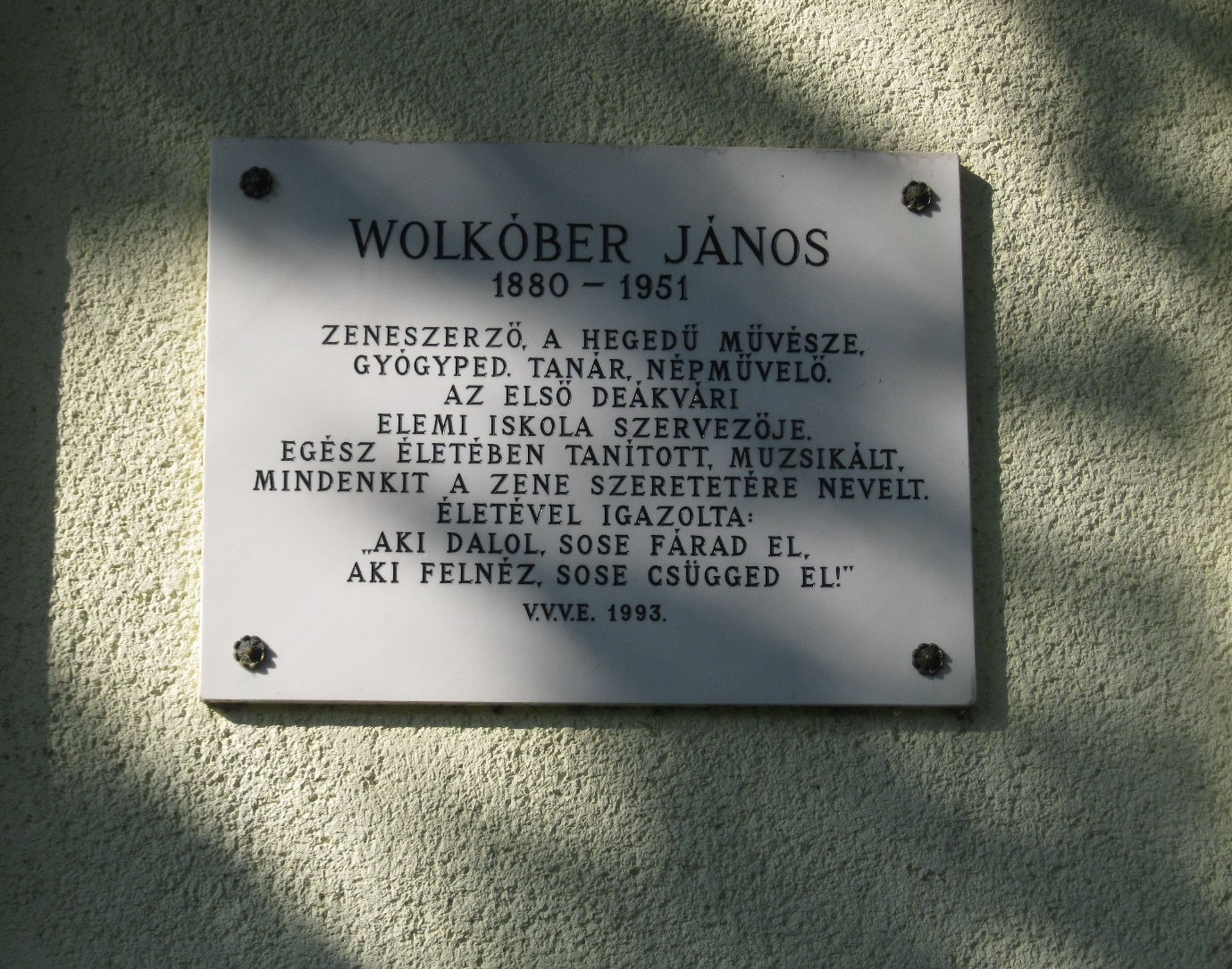
Wolkóber János, Wolkóber János utca 1.

## Utcaindex
| Althann M. Frigyes utca (2.) Althann Mihály Frigyes Argenti Döme tér (1-3.) Jávorszky Ödön, Nagy László Árpád út (1.) Árpád magyar fejedelem Báthori utca (5.) Akkerman János és Bartos Imre (9.) Farkasfalvi Imre (15.) Petőfi Sándor (17-19.) Báthori Miklós, Lipovniczky László Bauer Mihály utca (22-24.) Bauer Udvardy Mihály Bottyán utca (37.) Lehár Ferenc Dr. Csányi László körút (22.) Ambró Ferenc Ignác (34.) Csányi László (35.) Dercsényi Balázs, Dercsényi Dezső (1910–1987), Dercsényi Dezső (1874–1945), Dercsényi épület (52.) barokk gazdasági épület (58.) Csávolszky József, Vanyek Béla Damjanich tér (2.) Damjanich János Degré Alajos utca (5.) Degré Alajos Eötvös utca (1.) Eötvös József Eszterházy Károly utca (1.) Eszterházy Károly Földváry tér (13.) Földváry Károly Füredi Mihály utca (6.) Füredi Mihály Galcsek György utca (1.) Galcsek György Gasparik Kázmér utca (2.) Gasparik Kázmér Görgey Artúr utca (2.) Görgei Artúr Horváth Mihály utca (1.) Horváth Mihály Káptalan utca (16.) Reitter István Konstantin tér (1-5.) Brusznyai Árpád (2.) Kazinczy Ferenc, Pétery József (4.) Bán Márton, Madách Imre, Maklári József, Öveges József, piarista rendház és iskola, Schuszter Konstantin (8.) Cs. Nagy Tamás | Köztársaság út (2.) Csáky Károly Emánuel (5.) Gánti Tibor (6.) Argenti Döme (19.) Tihanyi Kálmán (62-64.) 1956-os forradalom, az 1956-os forradalom emlékműve, Hóman Bálint, Lénárd Ödön (67.) Kristóf Béla Liszt Ferenc sétány (11.) Végh Gusztáv (12.) In Memoriam, Váci SE hősi halált halt evezősei Március 15. tér (4.) nagypréposti palota (6.) régi püspöki palota (7.) barokk szeminárium épülete (8.) barokk épület (9.) irgalmas kórház (11.) barokk ház (12.) Tragor Ignác (24.) domonkos rendi templom, Franciscus I. Hungariae Rex... (27.) barokk ház Migazzi Kristóf tér (1.) Migazzi Kristóf Antal, Széchenyi István (2.) K. Pikéthy Tibor Petróczy utca (1.) Petróczy László Rákóczi tér (-) Sasfiókák gyermekotthona Rákóczi út (12.) Kemény László Somogyi Imre utca (36.) Somogyi Imre Széchenyi utca (2.) Széchenyi István (14.) Hatvani kapu (42.) első magyarországi gőzüzemű vasút, első magyarországi gőzüzemű vasútvonal, első magyarországi villamos vasútvonal, első magyarországi gőzvontatású személyvonat, Vác–Párkánynána vasútvonal megnyitása Szent Miklós tér (1.) Kovács Ottó Szilassy utca (1.) Szilassi Vince Tabán utca (?) Fényes Adolf Vám utca (14.) Rózsa Endre Wolkóber János utca (1.) Wolkóber János |